# Фастів
Фа́стів, раніше інколи Хва́стів (МФА: [fɑstiu̯]) — місто в Україні, адміністративний центр Фастівської міської громади та Фастівського району Київської області. Важливий залізничний вузол та промисловий центр.

## Географія
Місто Фастів розташоване на Придніпровській височині над річкою Унавою, що є притокою Ірпеня. Річка загачена, утворюючи у межах міста Снігурівський (нижче за течією, на межі з Малою Снітинкою) і Унавський стави (вище за течією, є головним водосховищем міста).

## Назва

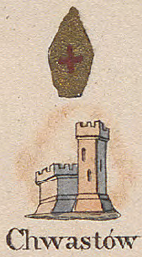
Фастів (Chwastów) на мапі Зигмунда Герстмана

### Офіційні назви
До 1939 року в деяких джерелах місто мало назву Хвастів. Саме ця назва згадується у літописі від 1390 року, що вважається найпершою згадкою міста[джерело?]. Сучасна назва міста — Фастів (МФА: [fɑstiu̯]).

### Інші назви
Є й раніші літописні свідчення, за якими назва поселення могла виникнути за часів київських князів Олега та Ігоря, за часів становлення Київської Русі. Дослідження історичних документів показали, що до 1094 року як сучасні поселення Сквира, Яготин та Триліси, так і нині неіснуюче поселення Фущово (імовірно, Фастів) належали половецькому князю Тугорхану, який подарував їх київському князю Святополку, як придане своєї дочки в 1094 році. У пізніших літописах, що датуються 1390 роком, разом із Хвастовом згадується також поселення Фощево, через яке проходять торговельні шляхи та в якому проводять ярмарки. У пізніші часи на деяких мапах місто має назву Хвостів чи Фастов.
Місцеві дослідники також з'ясували, що ім'я Фаст (Фост) зустрічається двічі — 912 та 944 року. Це ім'я зустрічається не лише у переказах, які подає літописець, а й в історичних документах — зокрема, договорах з греками.

### Походження
Існує низка наукових і народних припущень щодо походження наведених назв:
- Від назви крихітних струмочків, що звалися фосами (від пол. fos, fosa – рів, рівчак, балка) і впадали в Унаву.
- Від скитського слова. У місцевості, що має назву Білокняже поле (поряд із селом Мар'янівка та неподалік від Фастова) є курган Переп'ят. Під час археологічних розкопок, проведених 1846 року, стало відомо, що в кургані поховано скитського царя. На похоронній тризні панували скорбота і горе, або фає-фаст скитською мовою.
- З народних переказів. Уважається, що Фастів — це місцевість, де колись відбулася кровопролитна битва між військами київських князів і кочовими народами півдня. Вороги нібито залишили тут велику кількість хвостів — військових відзнак.

## Історія

### Давня історія
Первісні люди населяли землі, на яких нині існує місто, приблизно з 20-25 тис. років тому, в епоху палеоліту. По вул. Комарова під час будівництва загальноосвітньої школи № 4 було знайдено стоянку первісних людей — мисливців на мамута та дикого коня.
У місті та навколо нього знайдено городища та кургани скитської доби, поселення римської доби, давньоруські поселення. У часи Київської Русі теренами Фастівщини проходили кордони київських земель.

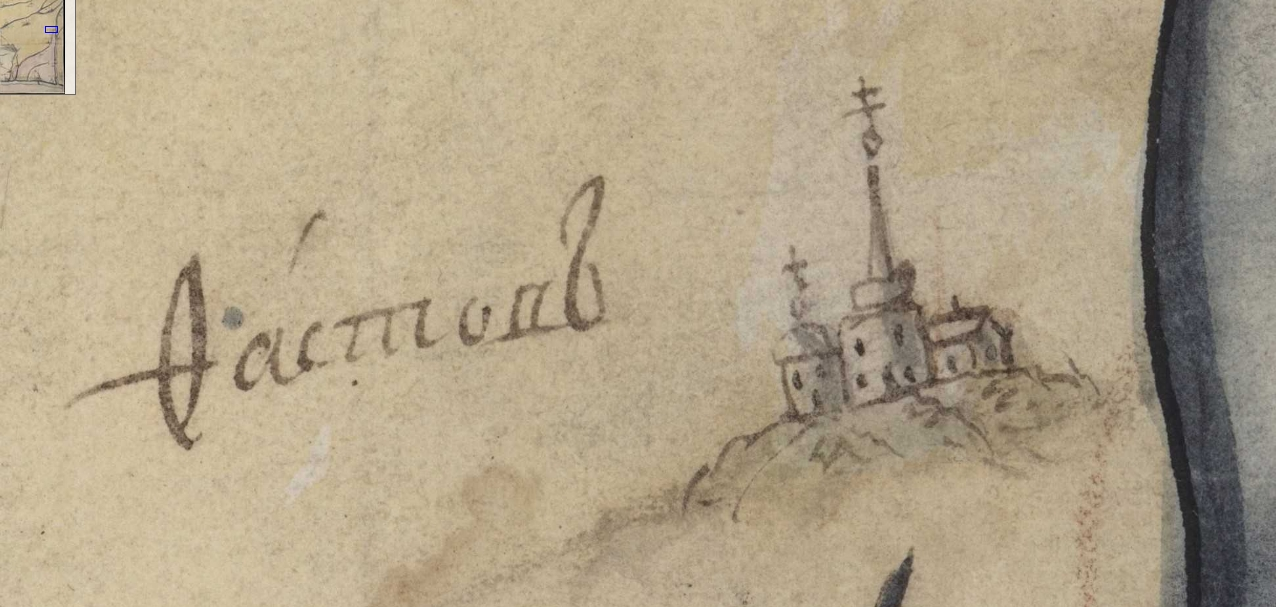
Фастів (Фастовъ, Ѳастовъ) на мапі XVIII століття. Замість букви «Ф» використано букву «Ѳ», що були взаємозамінні у дореформенній російській мові

З кінця XIII століття Хвастів — містечко. Уперше воно згадується в літописі 1390 року. Тоді в грамоті київського князя Володимира Ольгердовича стверджувалось право володіння Хвастовом князівського роду Рожановських. Є й раніші літописні свідчення, за якими назва поселення могла виникнути за часів київських князів Олега та Ігоря, коли будувалась Київська Русь.

### У складіРечі Посполитої
Про історію Фастова раннього Середньовіччя відомо небагато, музейні фонди не мають матеріальних свідчень того періоду.
Місто майже знелюдніло у XVI столітті через часті татарські набіги. Його відновленню сприяв київський єпископ РКЦ Йосип Верещинський.
У 1601 місто отримало магдебурзьке право.
12 жовтня 1604 року в місті зупинялося українсько-польське військо яке 20 червня 1605 року захопило Москву.
У першій половині XVII століття Фастів хоч і мав привілеї містечка, але по суті залишався селом. 1630 року тут налічувалося 152 двори. Розвинуте було скотарство, значно менше — хліборобство. Важливе місце в господарстві посідали промисли, зокрема рибальство і мисливство, а також ремесла: ткацтво, гончарство, обробка дерева.
За часів Руїни населення міста суттєво зменшилося.
У 1684 році король Речі Посполитої Ян III Собєський видав універсал, яким дозволяв козакам колишніх правобережних полків селитися навколо Чигирина, Канева, Корсуня, Черкас, Умані, Кальника та Білої Церкви. Завдяки цим заходам почав відбудовуватися і Фастів.
Гетьману Андрієві Могилі було дозволено набирати полковників не з шляхетського стану, як було досі, а серед козацької старшини. Відразу по цьому на Правобережжі відродилося декілька козацьких полків — Білоцерківський (Фастівський), Брацлавський, Вінницький (Кальницький) та Корсунський.

Для гетьманської резиденції Андрій Могила обрав місто Немирів на Вінниччині. Влітку 1687 року призначив наказним гетьманом полковника М. Булигу. Під час гетьманування Могили у 1686, 1687, 1689 роках за дорученням уряду Речі Посполитої складалися козацькі компути (списки, реєстри).

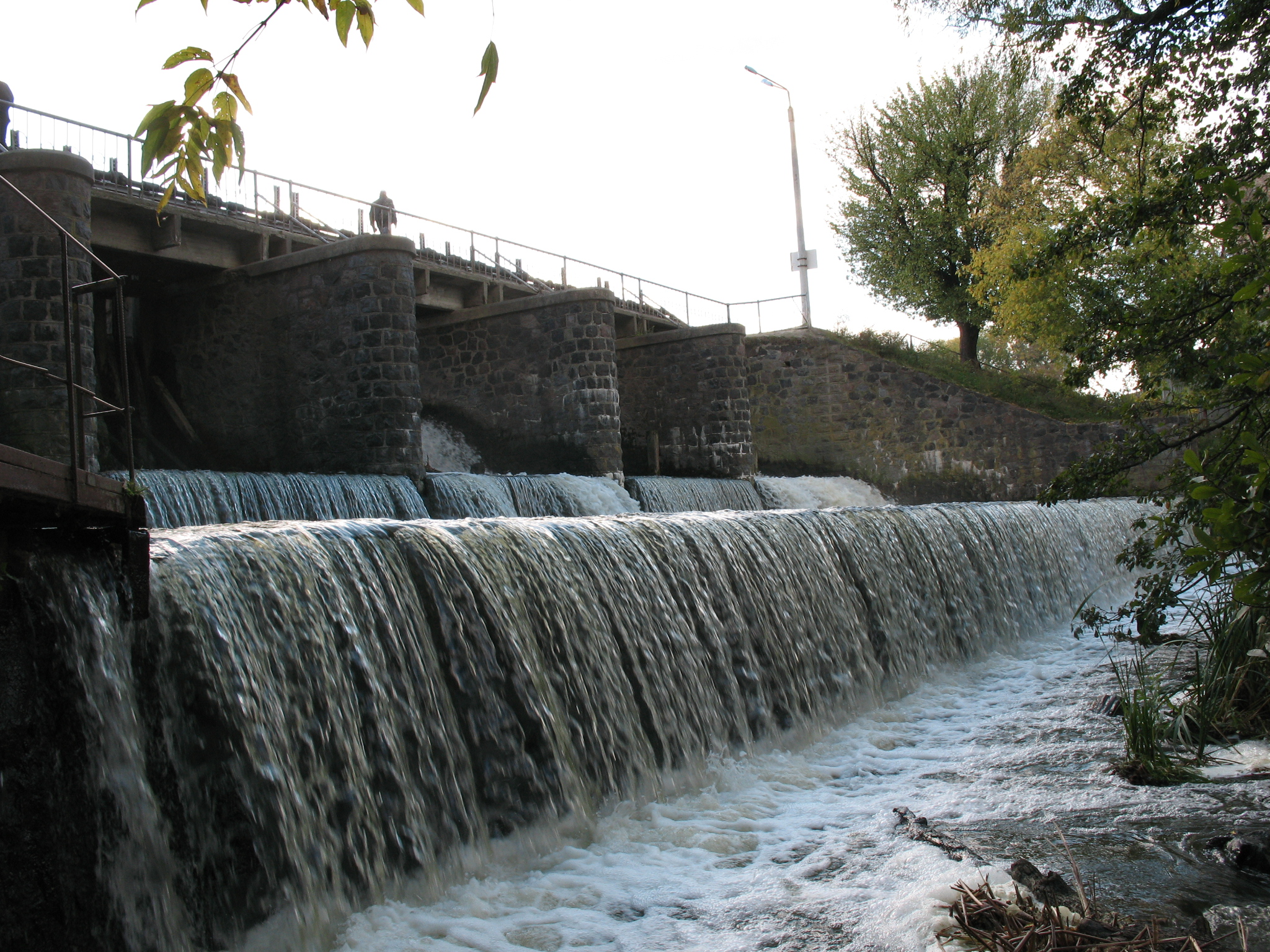
Гребля на річці Унава

Процес заселення цих земель очолили старі заслужені козаки Семен Палій, Захар Іскра, Самусь (Самійло Іванович) та Андрій Абазин. На відміну від своїх попередників, які спиралися переважно на військовий, авантюристичний елемент, вони віддавали перевагу осілому, землеробському населенню. Декларовані пільги привертали сюди мешканців Лівобережжя, переселенців з інших районів Правобережжя, Галичини, вихідців із Білорусі та Молдови.
На теренах, визначених владою Речі Посполитої, було створено чотири територіальні козацькі полки. На території полків влада належала полковникам, сотникам й іншим представникам адміністрації. На місцях поширювалися норми звичаєвого та козацького права. У містах і селах створювалися органи козацького самоврядування. Очолював козацьку адміністрацію наказний гетьман, якого призначав король. У 1689—1693 роках наказним гетьманом був Гришко, а його наступником став Самусь.
Козаки нових полків (2 тис. яких були записані до реєстру) брали активну участь у війні з Османською імперією, за що отримували чималі гроші від влади Речі Посполитої. Зміцнення козацтва призвело до загострення конфлікту із шляхтою, що спалахнув у 1688 р. Але поки йшла війна з Османською імперією, верховна влада Речі Посполитої закривала на це очі.
25 серпня 1685 року Палій видав свій універсал з Білої Церкви, в якому сповіщав усіх, хто проїжджав територією його полку про введення мита на користь місцевої козацької адміністрації. Збирав «медову» данину, «борошно» на військо, запровадив чинш для населення та індукту для купців на контрольованій ним території.
Полковник Палій не підкорявся правобережним гетьманам від імені польського короля А. Могилі (1684—1689) та Г. Гришку (1689—1692), але налагодив співпрацю з С. Самусем (1693—1702). У першій половині 1689 року намагався відвоювати гетьманську резиденцію Правобережжя місто Немирів. Це поряд із іншими причинами (бажання перейти під зверхність Москви, зв'язки з Батурином та Запоріжжям) спонукало Варшаву ув'язнити Палія протягом вересня 1689 — червня 1691 років.
У 1694 році склав таємну присягу на вірність московським царям Івану та Петру, а також лівобережному гетьману Мазепі. В тому ж році присягнув польському королю Яну III Собеському та вислав посольство до королівської резиденції в м. Жовква. У відповідь король оголосив Палія «стражником поліським». Після смерті Яна III Собеського підтримував французького принца Конті  як кандидата на трон Речі Посполитої, але у 1698 році визнав владу нового монарха Августа ІІ Саксонського та отримав від нього 3 королівські корогви (21. Х) і полковницький пернач. Не погодився з рішеннями сейму Речі Посполитої 1699 року про заборону козацтва на Правобережжі.
Саме при ньому козацький устрій на правому боці Дніпра набув, за свідченнями істориків, рис державного утворення, а ця територія з чітко означеними кордонами мала назву «Палієва держава». 1702 року (тоді Хвастів) був центром антипольського повстання Палія.
У 1711 році до Фастова після невдалої облоги Білої Церкви відійшли рештки армії гетьмана Пилипа Орлика, під час його походу на Правобережжя проти російської влади.
Під час Коліївщини народні ватажки М. Швачка та А. Журба на чолі великого гайдамацького загону в 1768 році захопили Фастів і зробили його своєю резиденцією.

### У складіРосійської імперії

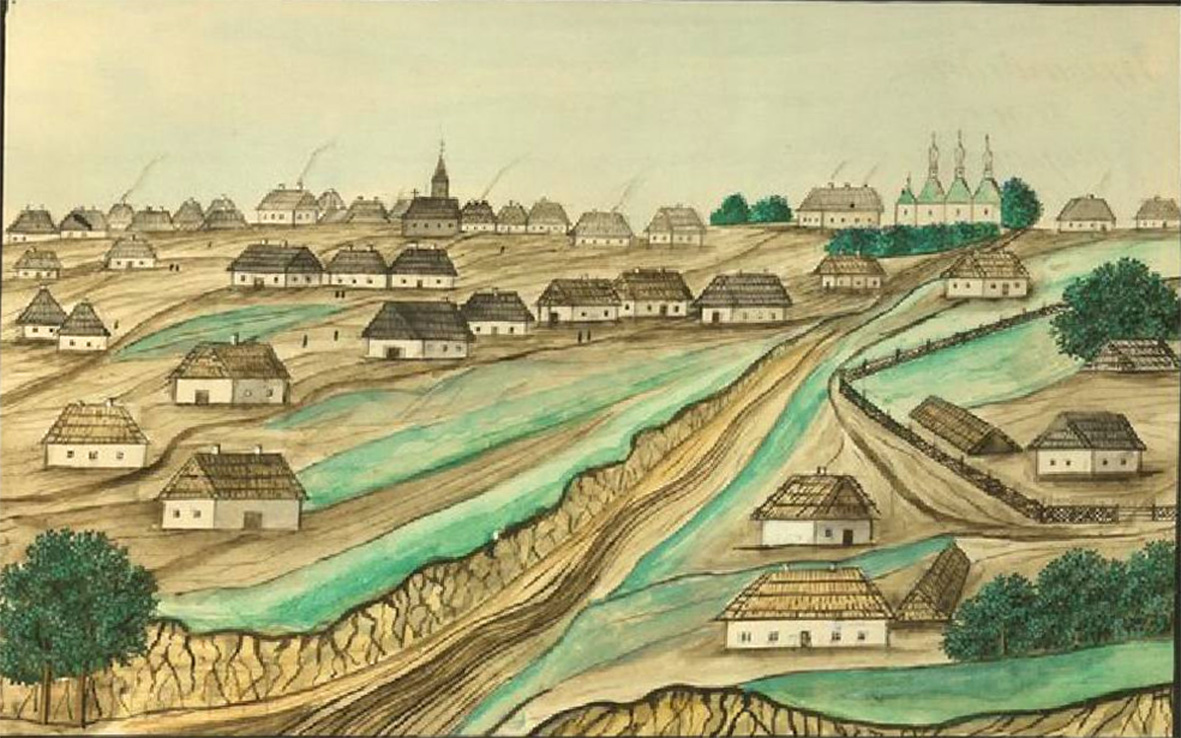
Де ля Фліз. Фастів (1854)

23 січня 1793 року під час другого розділу Речі Посполитої місто увійшло до складу Російської імперії, 1797 — містечко Васильківського повіту Київської губернії.
29 грудня 1825 року під час повстання декабристів в селі Триліси, де була розквартирована 5-та мушкетерська рота Чернігівського полку, почався виступ, який підтримали роти, розташовані у місті Васильків.
Тарасу Шевченку, який побував на Фастівщині під час розкопок кургану Переп'ят у складі археологічної комісії в с. Фастівець, було близьке й цікаве багате історичне минуле Фастівщини, про що свідчать його численні твори: «Чернець», «Швачка», «Іржавець».
У середині XIX століття 90 % землі залишилися в руках польських землевласників. На Фастівщині величезні володіння належали таким багатим польським магнатам, як родини Браницьких, Потоцьких тощо.

#### Після скасування кріпацтва
Скасування кріпацтва в 1861 році обумовило вищі темпи економічного розвитку українських земель у складі Росії. Так було і на Фастівщині: відкриття руху на Фастівській залізниці, будівництво спиртзаводу в с. Трилісах, пивоварного заводу в м. Фастів, заснування у місті товариства взаємного кредиту, будівництво котельно-механічного заводу й утворення на його базі «Акціонерного товариства Ф. Брандта».
На цьому підприємстві працював Микола Бенардос — видатний вітчизняний винахідник і раціоналізатор. Понад сто винаходів у різних галузях науки і техніки на його рахунку, та уславився вчений передусім завдяки першому у світі обґрунтуванню способу дугового зварювання.
Поступово місто перетворювалося на центр промислового та економічного розвитку. Через Фастів у 1870 році прокладена залізнична лінія Київ — Одеса. Характерною рисою економіки Фастова кінця XIX — початку XX століть була наявність великої кількості дрібних напівкустарних підприємств з 5—10 робітниками. Це, зокрема, 2 шкіряних, 2 миловарних, 5 цегельних, кілька медоварних підприємств, 2 водяних млини, 5 крупорушок тощо. У містечку налічувалося понад 60 дворів ремісників, з них 40 — шевців, 7 — бондарів, 13 — займалися слюсарно-ковальським промислом.

### Українська Народна Республіка

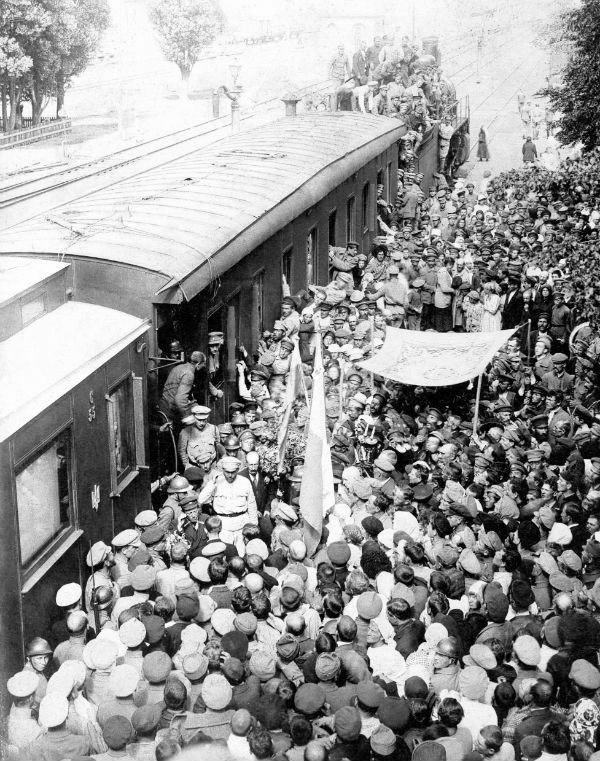
Зустріч С. Петлюри на залізничному вокзалі у Фастові 29 серпня 1919 року.

Робітники Фастова активно виступали проти царизму в роки першої російської революції (1905—1907), Першої світової війни, громадянської війни.
До визначних подій історії краю в контексті загальноукраїнської історії слід віднести й підписання на коліях Фастівського вокзалу 1 грудня 1918 року договору про злуку між Українською Народною Республікою і Західноукраїнською Народною Республікою в одну державну одиницю.
24 серпня 1919 року — бої військ Української галицької армії з більшовиками.
Протягом 23-27 вересня 1919 року відбувся єврейський погром у Фастові, влаштований білогвардійцями (згідно з деякими даними — осетинами та текінцями) після того, як містечко кількаразово переходило з рук в руки. Загинуло близько 700 осіб, чимало поранених.

### Радянськийперіод
З весни 1921 р. Фастівщина була в складі Радянського Союзу майже сім десятиліть.
З 1923 року Фастів — районний центр, з 1938 року — місто. З 30 грудня 1962 року Фастів — місто обласного підпорядкування
Два страшні довоєнні голодомори не оминули і Фастів, як і значну частину Радянської України.
В роки німецько-радянської війни загинуло понад 5 тисяч фастівчан. Під час вторгнення в місто, німцям довелось зустріти супротив 77-ї і 79-ї окремих залізничних батальйонів під командуванням старшого політрука Галафєєва О. А. та старшого лейтенанта Кривця Л. А. Всі захисники в нерівному бою пали смертю хоробрих. На Фастівщині успішно діяли партизанські загони, однією з домівок яких став Вовчий ліс.
Місто у німців було відбите радянською армією 7 листопада 1943 року. Понад 21 тисячу солдат і офіцерів Радянської Армії було нагороджено орденами та медалями. За відбиття Фастова від німецьких загарбників 31 солдат та офіцер отримали звання Героя Радянського Союзу.
20 фастівчанам присвоєно звання «Почесний громадянин міста Фастова». Серед них — учасники відбиття Фастова від німецьких військ — Герої Радянського Союзу І. Бобрикін, С. Гусєв, В. Міняєв.
Знане далеко за межами міста ім'я представника інтелігенції — лікаря, київського професора, Героя Радянського Союзу Петра Буйка, який врятував від вірної загибелі та відправки в Німеччину десятки фастівчан, приписуючи їм різноманітні хвороби. Професор активно допомагав партизанам, внаслідок чого був живцем спалений нацистами в селі Ярошівка, Фастівського району.
Є серед Почесних громадян й інші ветерани війни та праці, які прославили Фастів — Є. Краснощоков, І. Гришин, В. Люцканов, І. Тимошенко.
За значний особистий вклад у розширення та зміцнення матеріальної бази промислового, житлового, соціально-культурного будівництва в місті Почесним званням були нагороджені колишні голови міської ради А. Боруца та А. Гірченко, районної — С. Дорошенко.

### Становлення незалежності
Наприкінці 1980-х років Фастів став одним з центрів національно-демократичного руху. Тут відбулося декілька масових мітингів і перший в області політичний страйк (працівники заводу «Факел»), видавалися позацензурні газети «Позиція» та «У Хвастові». Лідерами антикомуністичної опозиції були С. Глембоцький, Б. Лучківська-Ситник, А. Черняк, В. Машков, В. Шевченко (очолював також демократичну опозицію в Київській обласній раді), В. Карпелюк, Ф. Безкидевич.
Серед видатних вчителів міста — І. Коровай — колишній вчитель математики школи-інтернату, Герой Соціалістичної Праці, М. Крючкова — ветеран педагогічної роботи, перший президент клубу ветеранів війни та праці «Надвечір'я», а ще О. Цьопич — майстер спорту, тренер дитячо-юнацької школи, який підготував чимало спортивної молоді. Став Почесним фастівчанином і заслужений майстер спорту, чемпіон Європи, володар Кубку світу з боксу Віталій Качановський.
Свого часу у Фастові жив і навчався відомий український композитор-пісняр Анатолій Горчинський. Саме за це фастівчани й відзначили його званням — Почесний громадянин міста. Цим званням відзначений також письменник і громадський діяч, народний депутат України в парламенті 2, 3 і 4 скликань, голова Національної ради України з питань телерадіомовлення Віталій Шевченко.
Сьогодні архітектурні особливості Фастова міцно пов'язані з іменем ще одного його Почесного громадянина — А. Древецький. Серед його робіт — скульптурна композиція воїнам-фастівчанам на кургані Слави, які загинули в роки німецько-радянської війни, пам'ятник Герою Радянського Союзу, фастівчанину Й. Чайковському. Анатолій Древецький — автор пам'ятників великому Кобзареві та вченому-винахіднику М. Бенардосу. Сьогодні скульптор, член Національної спілки художників України. А. Древецький очолює міську школу народної майстерності.
У Фастові засновано Літературно-мистецьку премію імені поета-земляка В. Косовського, першими лауреатами якої стали А. Шевченко, Фастівський краєзнавчий музей, Л. Поліщук, А. Древецький, П. Полянський, С. Шолох, Ю. Хорунжий, С. Жук, В. Портяк, міська школа народної майстерності, Н. Черненко, В. Шевченко, О.Онищенко, С. Волкова, Є. Дудар, О. Неживий, М. Литвин, Т. Неліна.
Міськими головами Фастова в період незалежності України були: Несчотний Валерій Євгенович (голова міськради і міськвиконкому, до 1994), Тимофіїв Володимир Опанасович (1994—1997 та 2006—2007), Власенко Оксана Миколаївна (1998—2006), Пеньковий Олександр Миколайович (2010—2014), Нетяжук Михайло Володимирович (з 2014 (у жовтні 2015 переобраний повторно)).
1996 року відновила свою діяльність парафія УГКЦ.

## Населення
За переписом 2001 року українці складали 90,73 % населення міста, росіяни — 7,77 %.

### Національний склад
Національний склад населення за даними перепису 2001 року:
| Національність  | Відсоток |
| --------------- | -------- |
| українці        | 90.73%   |
| росіяни         | 7.77%    |
| білоруси        | 0.44%    |
| поляки          | 0.18%    |
| євреї           | 0.10%    |
| інші/не вказали | 0.78%    |
| Усього          | 100%     |

### Мовний склад
Рідна мова населення за даними перепису 2001 року:
| Мова            | Чисельність, осіб | Доля     |
| --------------- | ----------------- | -------- |
| Українська      | 46 825            | 90,83 %  |
| Російська       | 4 437             | 8,61 %   |
| Білоруська      | 85                | 0,16 %   |
| Ромська         | 17                | 0,03 %   |
| Польська        | 14                | 0,03 %   |
| Румунська       | 13                | 0,02 %   |
| Вірменська      | 6                 | 0,01 %   |
| Інші/Не вказали | 155               | 0,31 %   |
| Разом           | 51 552            | 100,00 % |

## Символіка міста

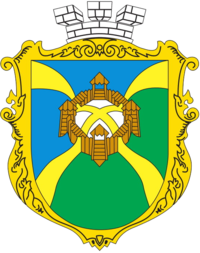

Герб Фастова має форму щита з округленим верхом та на півколом внизу. В його основу покладено зображення срібного пагорба, обнесеного частоколом з чотирма сторожовими баштами. Через герб діагоналями проходять дві золоті стрічки, які перетинаються в центрі. Всі композиційні елементи зображені на фоні кольорів: блакитного — зверху та зліва і зеленого — справа та внизу.
Поєднуючи стилізовані елементи та символіку, герб відображає історію та сьогодення Фастова. В минулому — це місто-фортеця, розташоване на підвищенні, укріплене частоколом, за архітектурою та матеріалом, характерними для міст Київської Русі. Білий колір в центрі, відкриті ворота свідчать про наміри фастівчан, а укріплення — про готовність при нагоді постояти за себе.
З давніх часів місто було перехрестям важливих шляхів, таким воно залишається і понині завдяки залізничному вузлу. Чотири дороги від міста можна розпізнати за допомогою стрічок, покладених через центр Герба.
Блакитний колір символізує річку Унаву, а зелений — фастівські ліси, як основні природні багатства нашого краю.

Прапор Фастова має форму прямокутника з співвідношенням його ширини до довжини як 2:3. Поле прапора розділено в андріївський хрест смугами жовтого кольору в 1/4 від ширини прапора. Верхня та ліва частини блакитного кольору, а права та нижня — зеленого.

## Транспорт
Фастів є великим транспортним вузлом. Через нього проходять як автомобільні, так і залізничні шляхи.
Місто Фастів насамперед має зручне залізничне сполучення і є великою вузловою станцією. У Фастові знаходиться моторвагонне депо, в якому відстоюються і проходять обслуговування електропоїзди Південно-Західної залізниці. Формується і вирушає щоденно досить велика кількість вантажних поїздів. Великі обсяги і транзитних перевезень.
Станція Фастів приймає пасажирів дальнього і приміського сполучення. Тут зупиняються поїзди на Київ, Львів та інші великі міста. Приміські поїзди прямують до Києва, Миронівки через станції Білу Церкву, Козятин I, Святошин.
У Фастові є автобусна система, яка сполучає багато вулиць, сіл і міст з центром міста, та містом Києвом.

## Промисловість

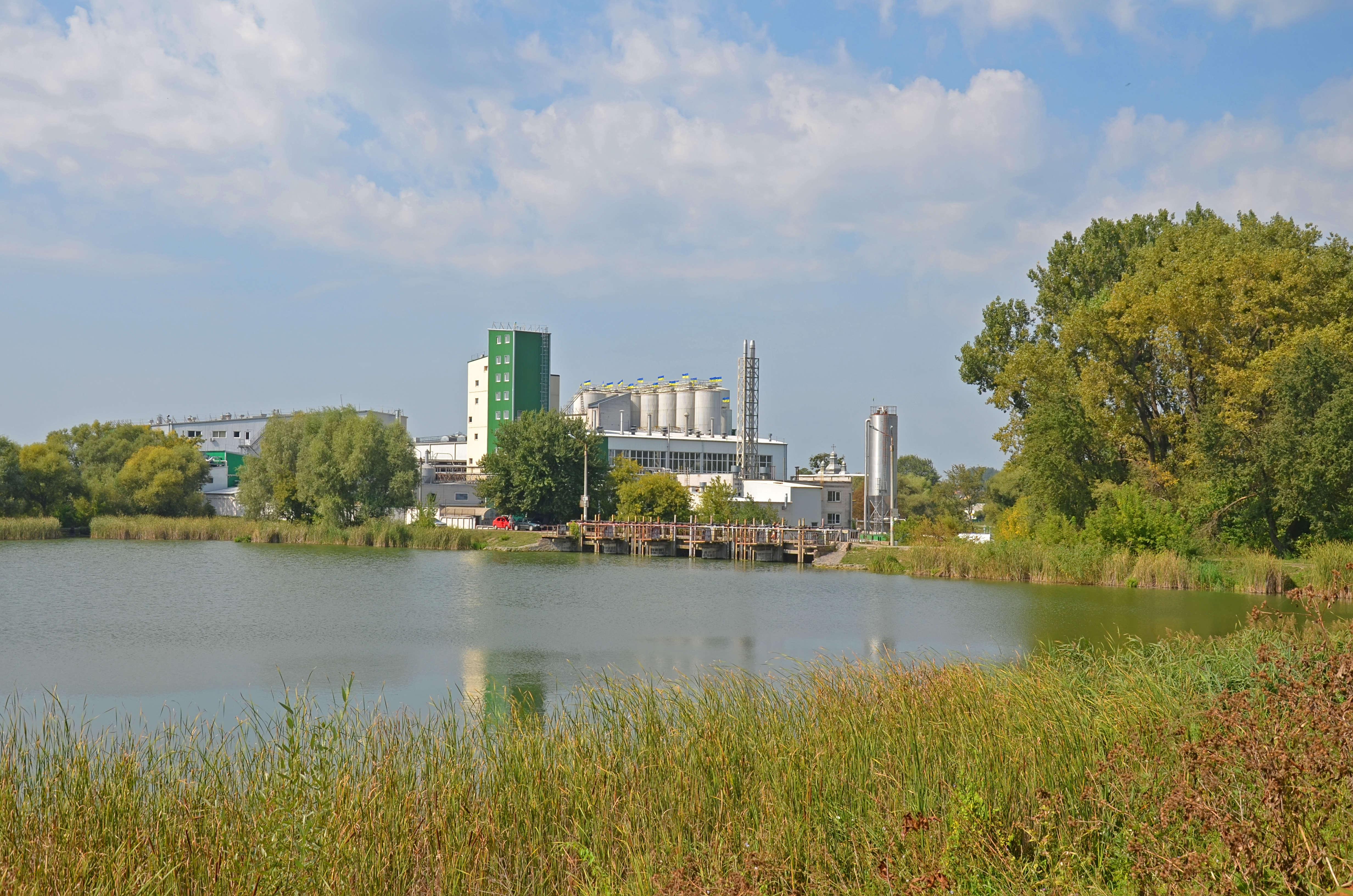
Пивоварня Зіберта

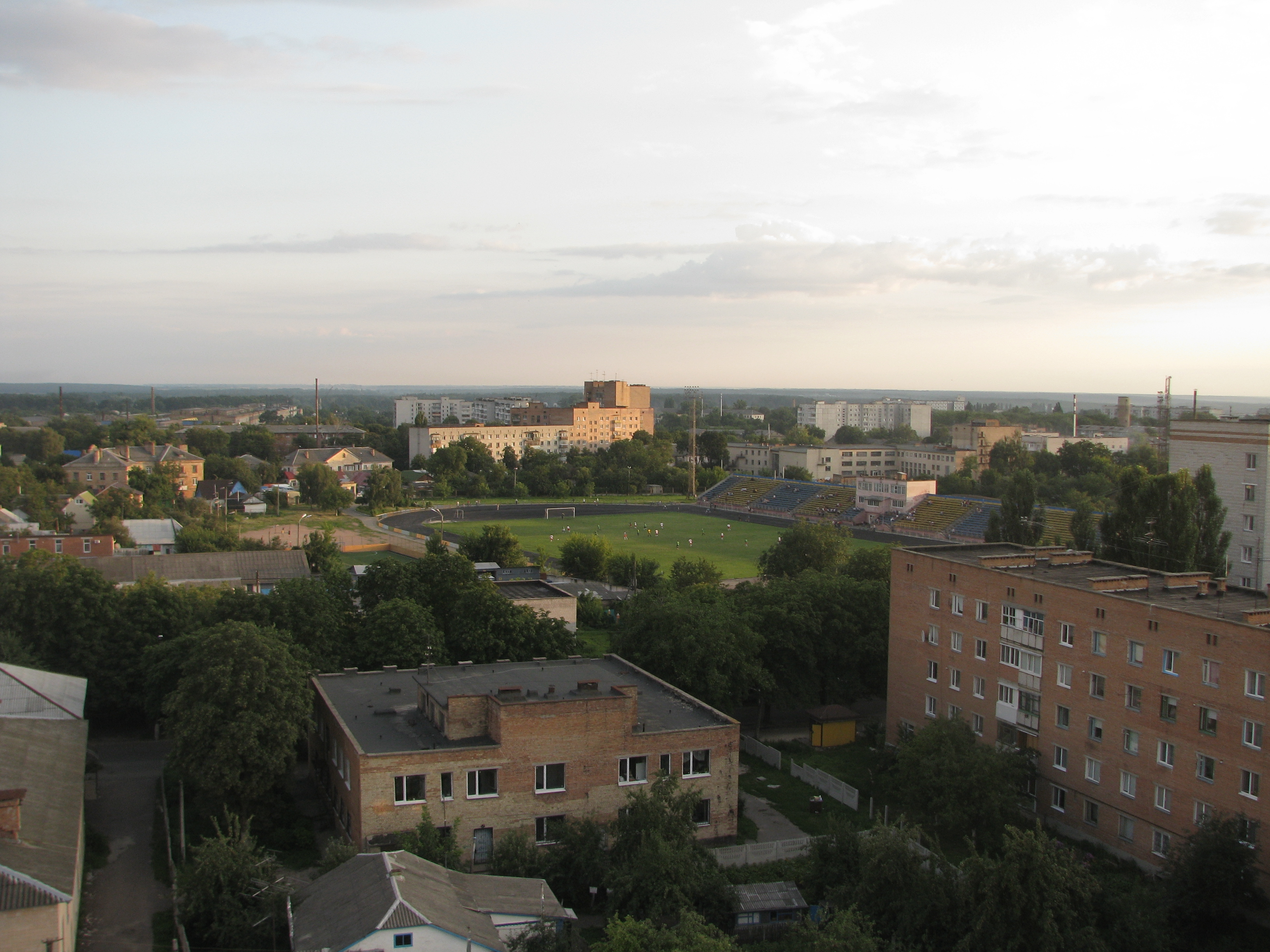
Спортивний комплекс «Машинобудівник»

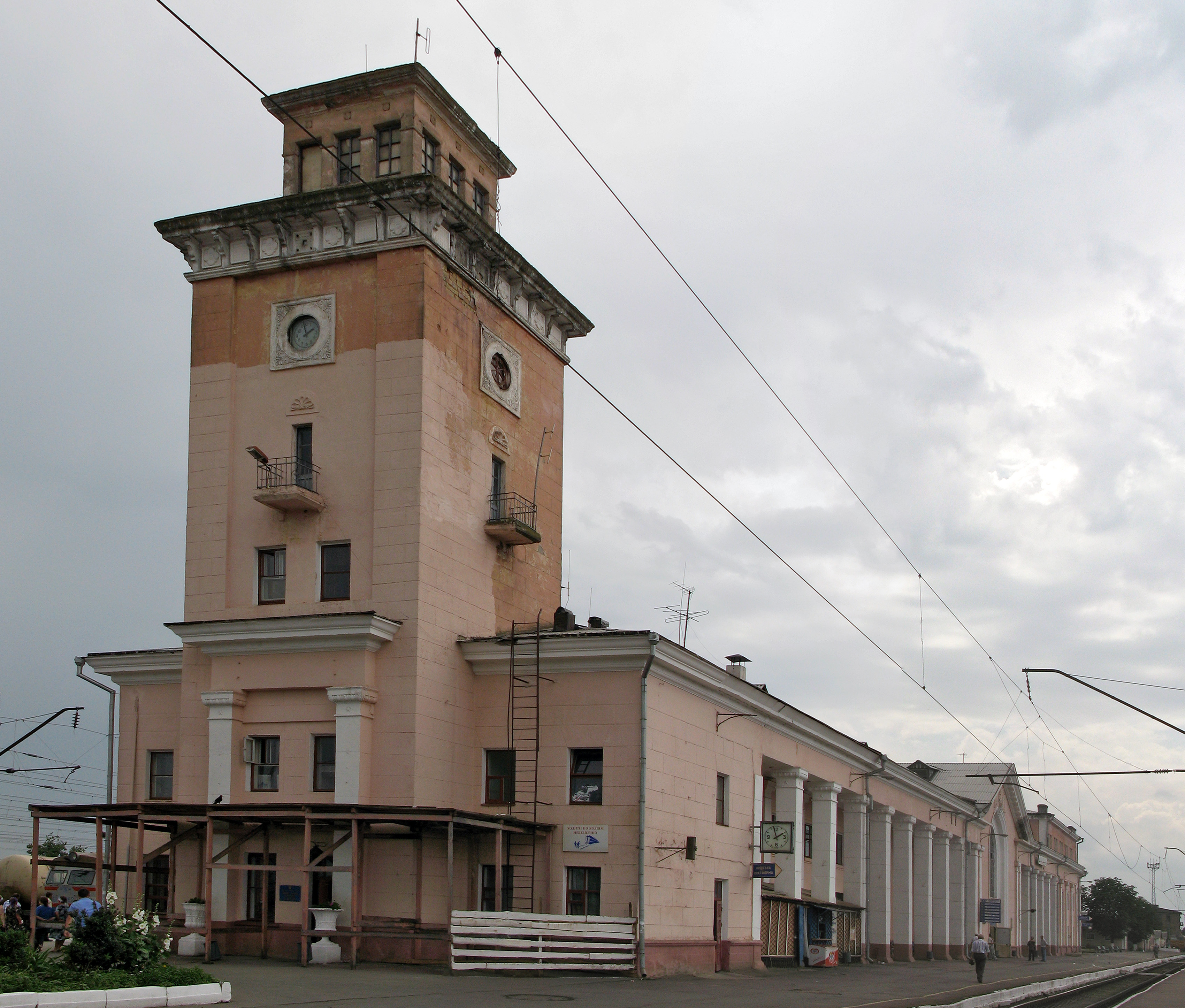
Старий вокзал станції Фастів (знесений)

Основу промислового потенціалу міста становлять 15 підприємств. Серед продукції, яка на них випускається: насоси та арматура, різноманітні оливи та мастила, швейні вироби, пиво, борошно, поліграфічна продукція, хліб та хлібобулочні вироби.
У сфері промислового виробництва м. Фастів входить до десяти найбільших за обсягами виробництва регіонів Київської області.
Обсяги промислового виробництва в місті з року в рік зростають. Коли в 1997 році вони становили 44,3 млн грн, то вже у 2006 році (в порівняних цінах) 450,7 млн грн.
Основу промислового потенціалу міста становлять 17 великих і середніх підприємств.
Серед підприємств міста, які досягли в минулому році найкращих результатів — ДП ЗАТ «Оболонь» «Пивоварня Зіберта». 2006 року це підприємство відсвяткувало 100-річчя з дня заснування. З року в рік фастівські майстри пивоваріння неодноразово доводили, що вміють працювати на кінцевий результат, на зміцнення доброї репутації своєї продукції. В минулому році на підприємстві введена в дію нова лінія наливу пива та безалкогольних напоїв, освоєно нові види продукції: пиво «Оксамитове» у спецпляшках місткістю 1 л та безалкогольна «ностальгічна серія» — «Оболонь ситро», «Оболонь лимонад», «Оболонь оранж», «Кола нова». Розширюються ринки збуту — продукція експортується майже у 20 країн світу, а з травня 2006 року в США.
На ПрАТ «Факел» також відбулися значні зміни. Крім вже освоєних ринків України та Центральної Азії підприємство активно завойовує європейський ринок. На продукцію, яка декілька років не випускалася, відновлено сертифікати, спеціалістами ведеться робота з розробки та освоєння нових видів продукції.
Успішно розвивається одне з нових підприємств міста — ТОВ «Компанія „Юнівест Маркетинг“» (поліграфічна промисловість). Обсяг інвестицій в основний капітал у 2006 році склав 9,86 млн грн, що на 81,2 % більше, ніж у 2005 році. Обсяг експорту продукції становить майже 10 млн дол. США.
Велика увага приділяється навчанню персоналу, для цих цілей залучаються іноземні спеціалісти. На базі ТОВ «Компанія „Юнівест Маркетинг“» утворилися нові підприємства за таким же напрямком діяльності: ТОВ «Юніверсал-Фолдер», ТОВ «Юнівест медіа», ТОВ «Юнівест Препрес».

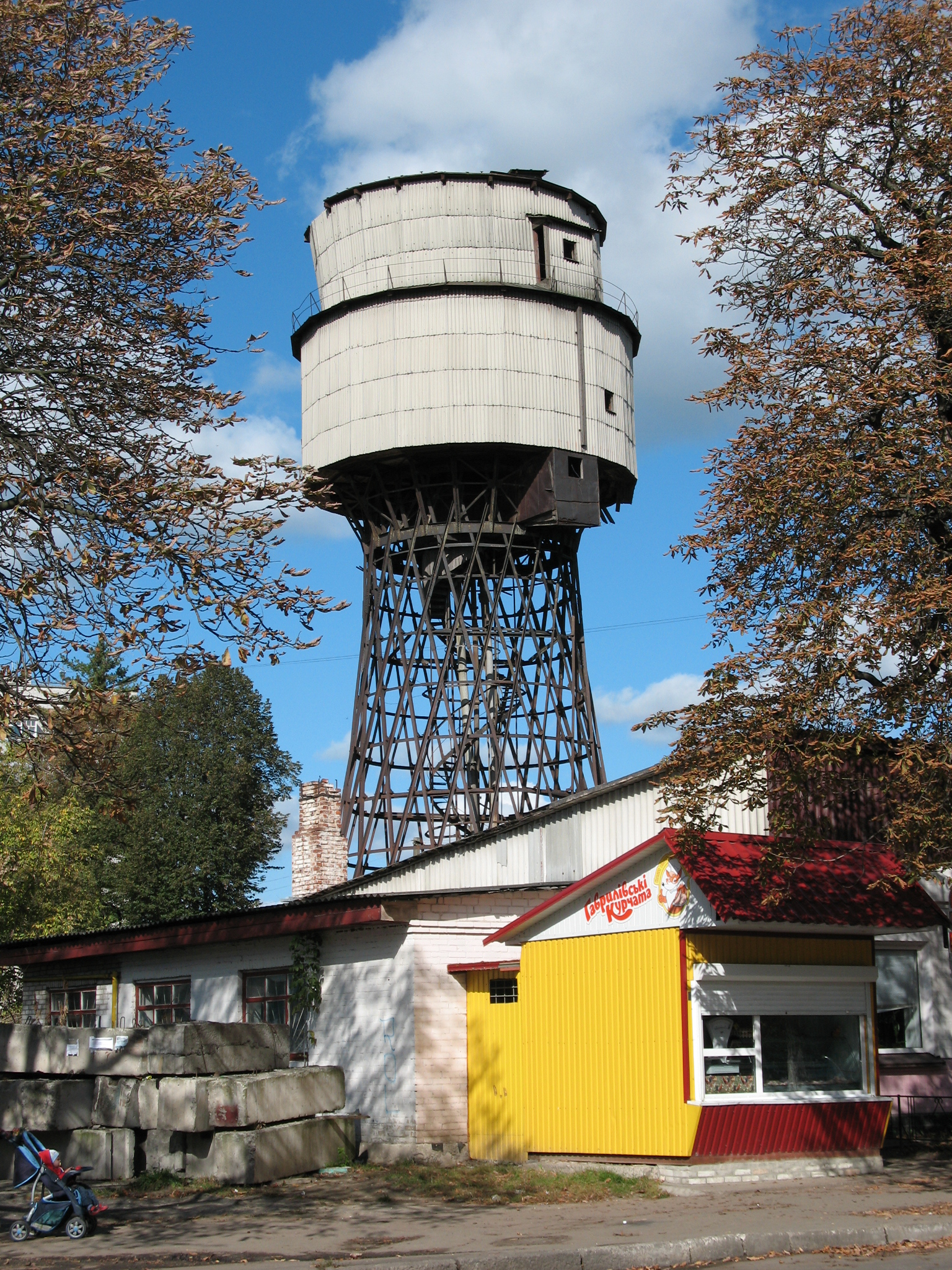
Водонапірна вежа Шухова у Фастові (демонтована 2012 року)

Нарощує обсяги виробництва ТОВ «Промгазтехнологія» в зв'язку зі збільшенням обсягу замовлень. Підприємство успішно проводить інвестиційну та інноваційну політику: у 2006 році витрати на придбання обладнання більш, ніж вдвічі перевищили аналогічні витрати 2005 року, а на освоєння нових видів продукції в звітному році направлено коштів на 24,7 % більше в порівнянні з 2005 роком.
На ВАТ «Електронагрівач» освоєно нові види продукції: вікна зі склопакетів, євробрус (для декоративного оздоблення будинків), нові види меблів. Для виробництва нової продукції закуплене нове обладнання.
Відбулися значні структурні та реорганізаційні зміни на ВАТ «Червоний Жовтень». На відокремленій частині цього підприємства створилося нове — ТОВ НВО ФЗХМ «Червоний Жовтень», і завдяки проведенню новим керівництвом активної інвестиційної політики на цьому підприємстві у 2006 році, починаючи з травня, значними темпами нарощувалися обсяги виробництва.
Порівняно недавно (з середини 2004 року) розпочало свою діяльність ДП ВАТ «Київський завод металовиробів імені Письменного».
В місті ведеться послідовна та наполеглива робота щодо реалізації зовнішньоекономічної політики, яка сприяє нарощуванню обсягів експорту продукції виробничо-технічного призначення і товарів народного споживання.
Промислові підприємства міста мають партнерські стосунки з багатьма закордонними країнами. Серед них країни близького зарубіжжя: Молдова, Туркменістан. Обсяги експортного постачання за 2006 рік становлять 18,8 млн дол. США. Серед підприємств, що здійснюють експортні операції ВАТ «Елопак-Фастів», ТОВ «Компанія „Юнівест Маркетинг“», ТОВ ЗТМ «Аріан», ПрАТ «Факел», ДП ПрАТ «Оболонь» «Пивоварня Зіберта», ДП ПАТ «Київський завод металовиробів ім. Письменного».
Обсяги імпорту у 2006 році в порівнянні з 2005 роком зросли на 4,7 % і становлять 22,2 млн дол. США. Загальний товарообіг у 2006 році склав 41,1 млн дол. США, що становить до 2005 року 91,0 %.
Зростає вплив і підприємств малого бізнесу. Сьогодні в місті Фастів зареєстровано 5 спільних підприємств, 307 товариства з обмеженою відповідальністю, 382 мале приватне чи колективне підприємство, 7 кооперативів, 29 акціонерних товариств, 4 асоціацій.

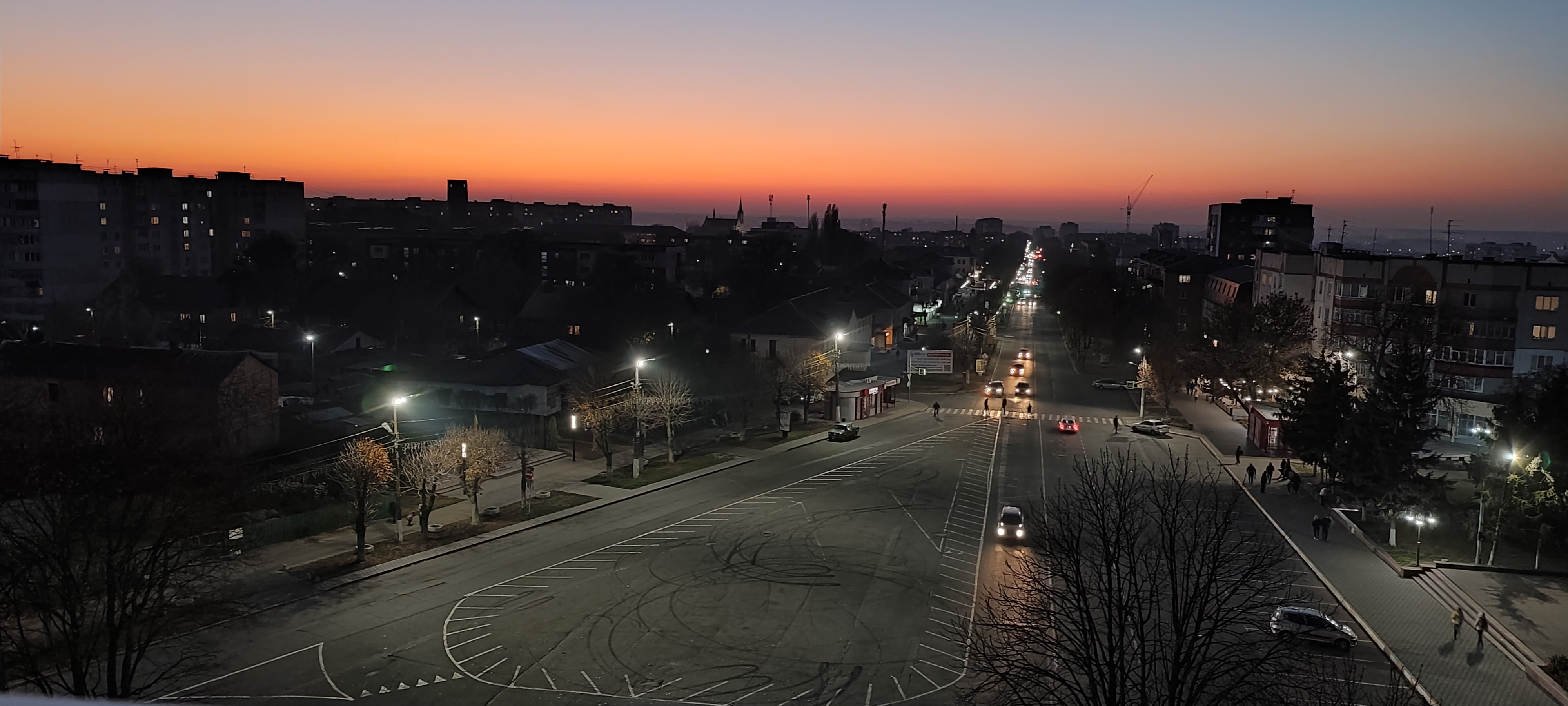
Вулиця Соборна — центральна вулиця міста

Без створення юридичної особи працює 3883 підприємців. Ними налагоджено випуск м'ясних, ковбасних, кондитерських виробів, макаронів, газованої води, морозива, виробів з деревини, будівельних матеріалів.

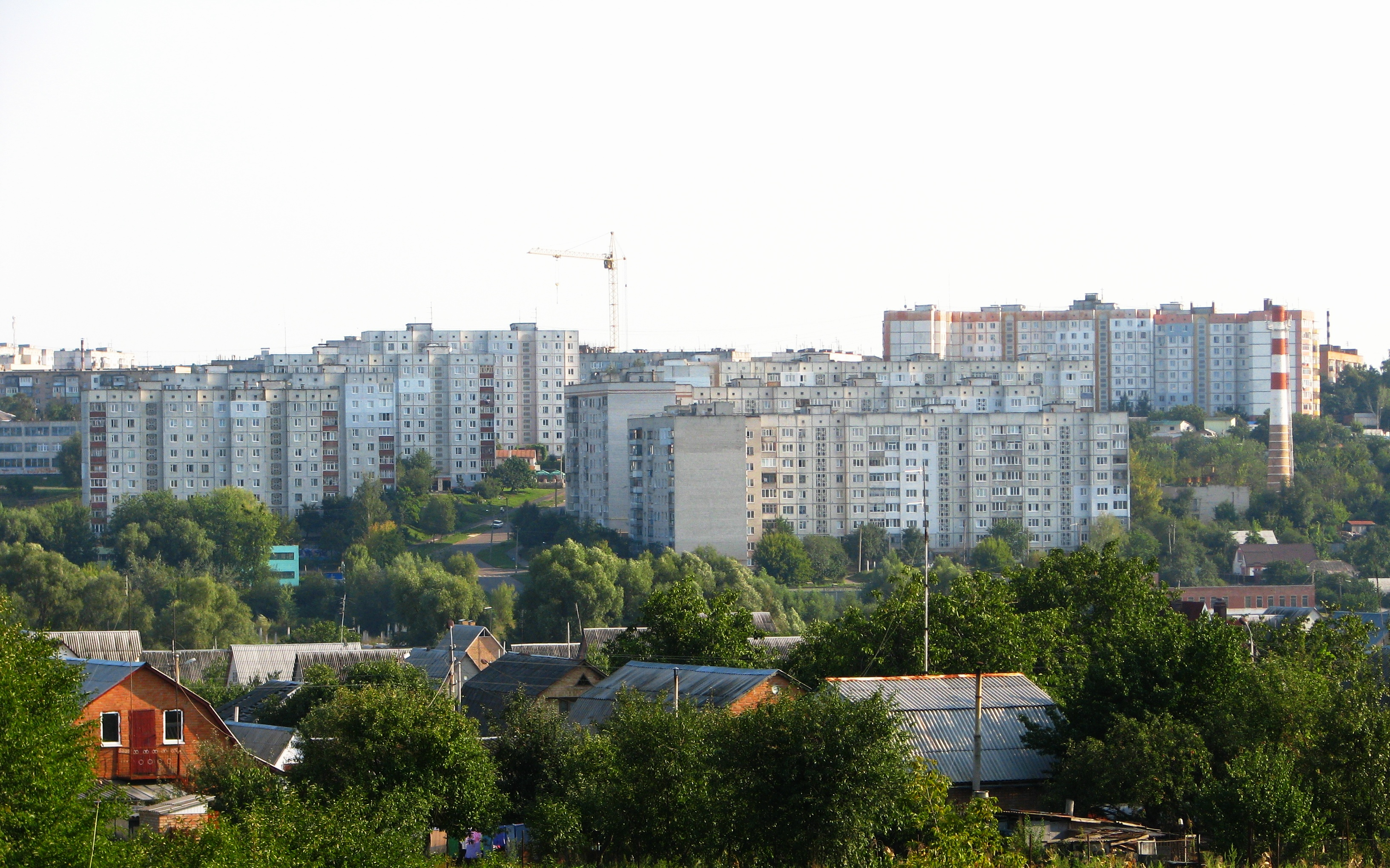
Забудова вул. Ярослава Мудрого

Приватними підприємцями надаються послуги у сфері торгівлі, громадського харчування, побутового обслуговування, перевезення пасажирів та вантажів, по ремонту автомобілів, складної побутової техніки, взуття, меблів тощо.
Дивись також: Фастівський залізничний вузол.
Фастів — місто залізничників, в ньому нараховується 12 залізничних підприємств й організацій. Найбільші серед них:
- Моторвагонне депо станції Фастів I: структурний підрозділ Управління Південно-Західної залізниці. Основним видом робіт якого є обслуговування приміських залізничних перевезень у 9-ти областях України (Київській, Вінницька, Рівненській, Хмельницькій, Черкаській, Житомирській, Чернігівській, Сумській та Полтавській).
- Український державний центр залізничних рефрижераторних перевезень «Укррефтранс», перевезення вантажів, що легко псуються, ремонт рухомого складу.
- Фастівська дистанція колії — підпорядкована службі колії ПЗЗ, спеціалізується на поточному утриманню колії в належному стані.

Всього на залізничних підприємствах працюють близько 5 тисяч чоловік.

### Перспективи економічного розвитку та інвестицій

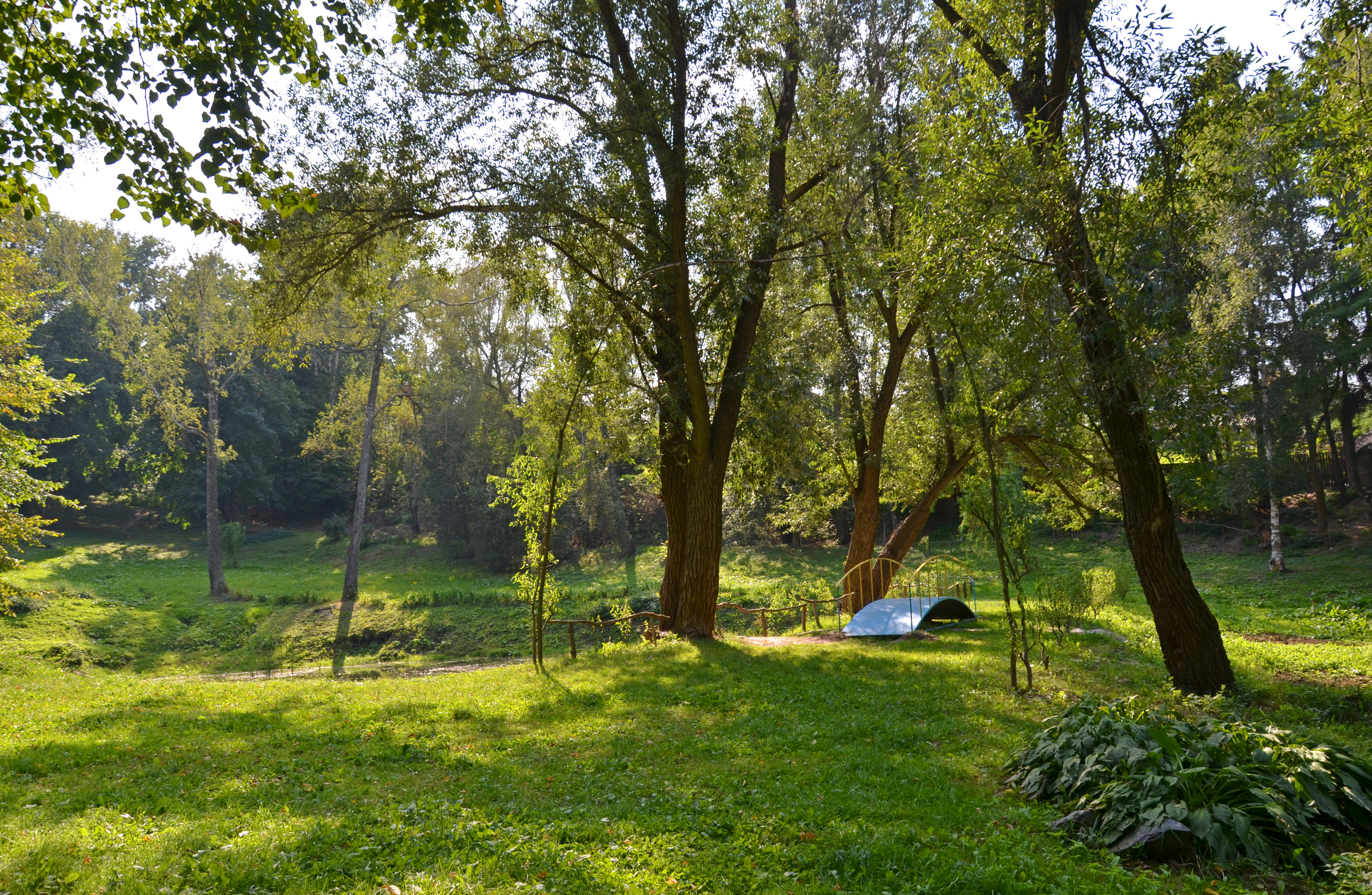
Парк-пам'ятка садово-паркового мистецтва «Молодіжний»

Фастівською міською радою проводиться наполеглива робота по залученню вітчизняних та іноземних інвестицій в місто. В умовах обмеженості внутрішніх та бюджетних ресурсів, а також необхідності виконання високих соціальних зобов'язань саме зовнішні джерела можуть надати місту вкрай необхідні матеріальні ресурси, нові технології та сировинні матеріали, впровадити сучасний менеджмент, сприяти залученню у міжнародний розподіл праці.

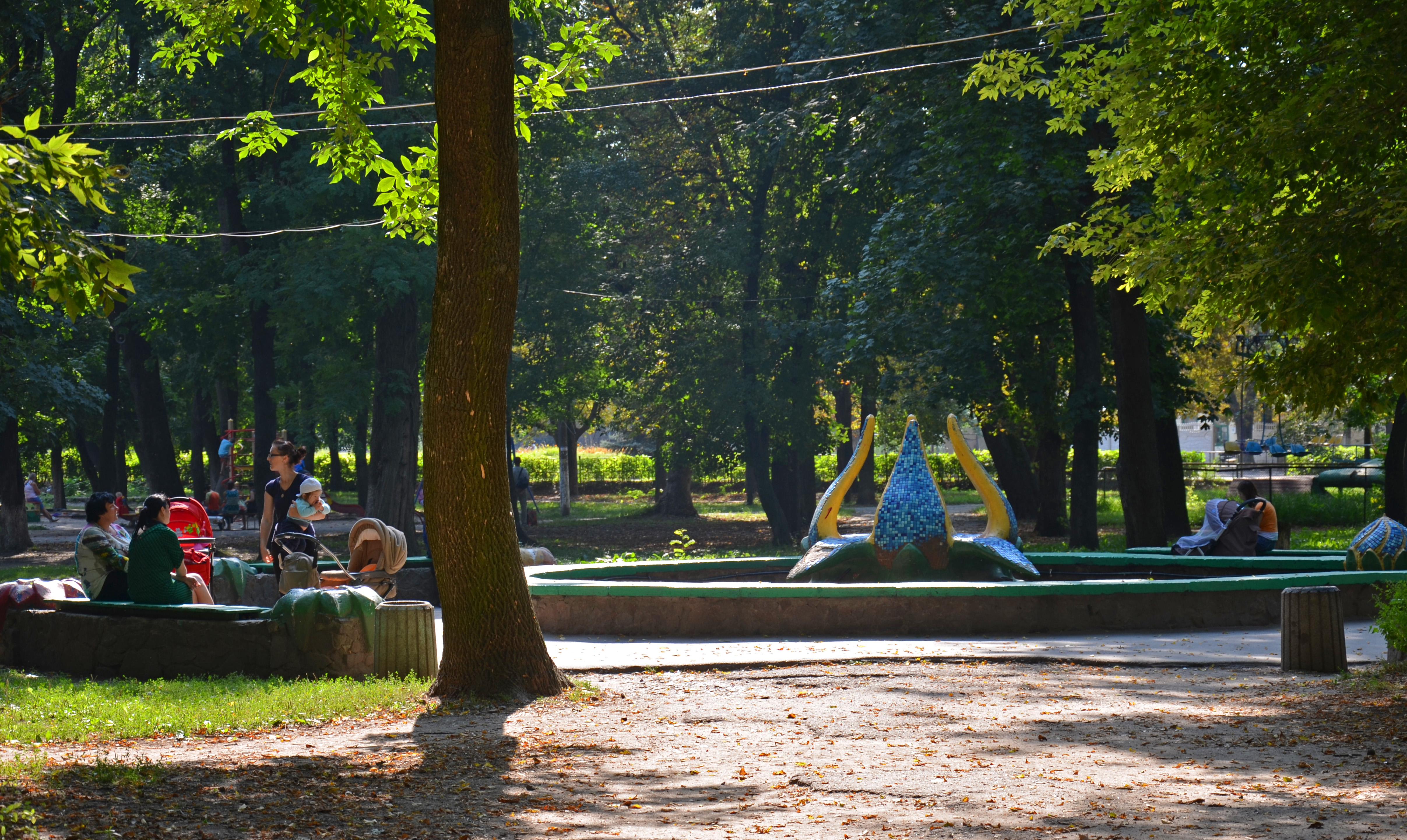
Парк Європейський 🇪🇺 ім братів Сидоренків (колишній ім Ю. Гагаріна)

Впродовж 2006 року до міської ради звернулася значна кількість потенційних інвесторів з пропозиціями щодо будівництва об'єктів промислового призначення та житла. Серед них: німецька компанія «Кнауф-Інсулейшн» (виробництво теплоізоляційних матеріалів та гіпсу), австрійська фірма ТОВ «Вінербергер» (виробництво цегли та грубої будівельної кераміки), німецько-польська фірма «Крайзель-Будівельні матеріали», російська ТОВ «Лауру індустрія» (виробництво кольорових металів), ТОВ «Компанія „Юнівест Маркетинг“» (розширення виробництва поліграфічної продукції), українська фірма ТОВ «Лан Трейд» (переробка сої та насіння соняшника, виробництво шлакоблоків), ТОВ «Світлиця» (будівництво багатоповерхових житлових будинків), ТОВ «Тесей» (будівельна компанія).
У 2006 році продовжувалося будівництво нових підприємств: кондитерської фабрики французької фірми «Валео-Люкс» (вул. Транспортна) та підприємство з виготовлення нафтопереробного та газовикористовуючого обладнання ТОВ «Завод нафтових технологій» (вул. Поліграфічна).

## Освіта, культура та спорт

Спорткомплекс «Машинобудівник» імені В. Качановського

В місті функціонують: 12 загальноосвітніх шкіл, природничо-математична школа-ліцей, 1 вечірня загальноосвітня школа, професійно-технічне училище № 18, 11 дитячі дошкільні заклади, 5 позашкільних закладів освіти, станція юних техніків, станція юних натуралістів, будинок творчості дітей та юнацтва, школа народної майстерності, дитяча юнацько-спортивна школа, а також дитячий будинок змішаного типу.
В культурних закладах Фастова працює 42 клубних формування, 23 колективи художньої самодіяльності. З них понад 17 — це дитячі, в яких розвивають свій творчий потенціал понад 500 хлопчиків та дівчаток. Всього закладами культури охоплено майже 1,5 тисяч осіб. Понад 550 дітей навчається в дитячій музичній школі. Дев'ять колективів художньої самодіяльності мають високе звання аматорський «народний» та «зразковий».
У 2018 році в місті народилась кіностудія «Фастів-Фільм», створена за проєктом громадського бюджету, фільми якої отримують нагороди на кінофестивалях. У 2019 році на міжнародному кінофестивалі «Кінокімерія» стрічка «Співай, Санька!» отримала 3 місце. На фестивалі «Чілдрен Кінофест» соціальна драма «Сузір'я Єдинорога» отримала гран-прі, як найкращий український дитячий фільм 2020 року.
Щедра фастівська земля на обдаровану спортивну молодь. За останні чотири роки фастівськими спортсменами завойовано на чемпіонатах країни та міжнародних турнірах 20 золотих, 35 срібних, 40 бронзових медалей За цей час підготовлено 6 майстрів спорту України, 67 кандидатів у майстри.

## Релігія
У місті діють релігійні громади багатьох конфесій:
- РКЦ — громада Воздвиження Святого Хреста. (костел у стилі неоготизму, 1911)
- УГКЦ — громада св. вмч. Димитрія Солунського[14][15].
- ПЦУ — громада Святої великомучениці Варвари; 17 листопада 2018 року Святійший Митрополит Київський і всієї Руси-України Епіфаній (Митрополит Київський) освятив новозбудований храм на честь Св. вмц. Варвари[16]
- ПЦУ — громада Покровська церква (Фастів) (квартал Заріччя, церква споруджена Семеном Палієм)
- Українська православна церква Київського патріархату — громада Святого Миколая (центр міста неподалік від «Палацу культури»), розташований у центрі міста по вулиці Соборній.

## Музеї
- Музей історії міста
- Архітектурний пам'ятник

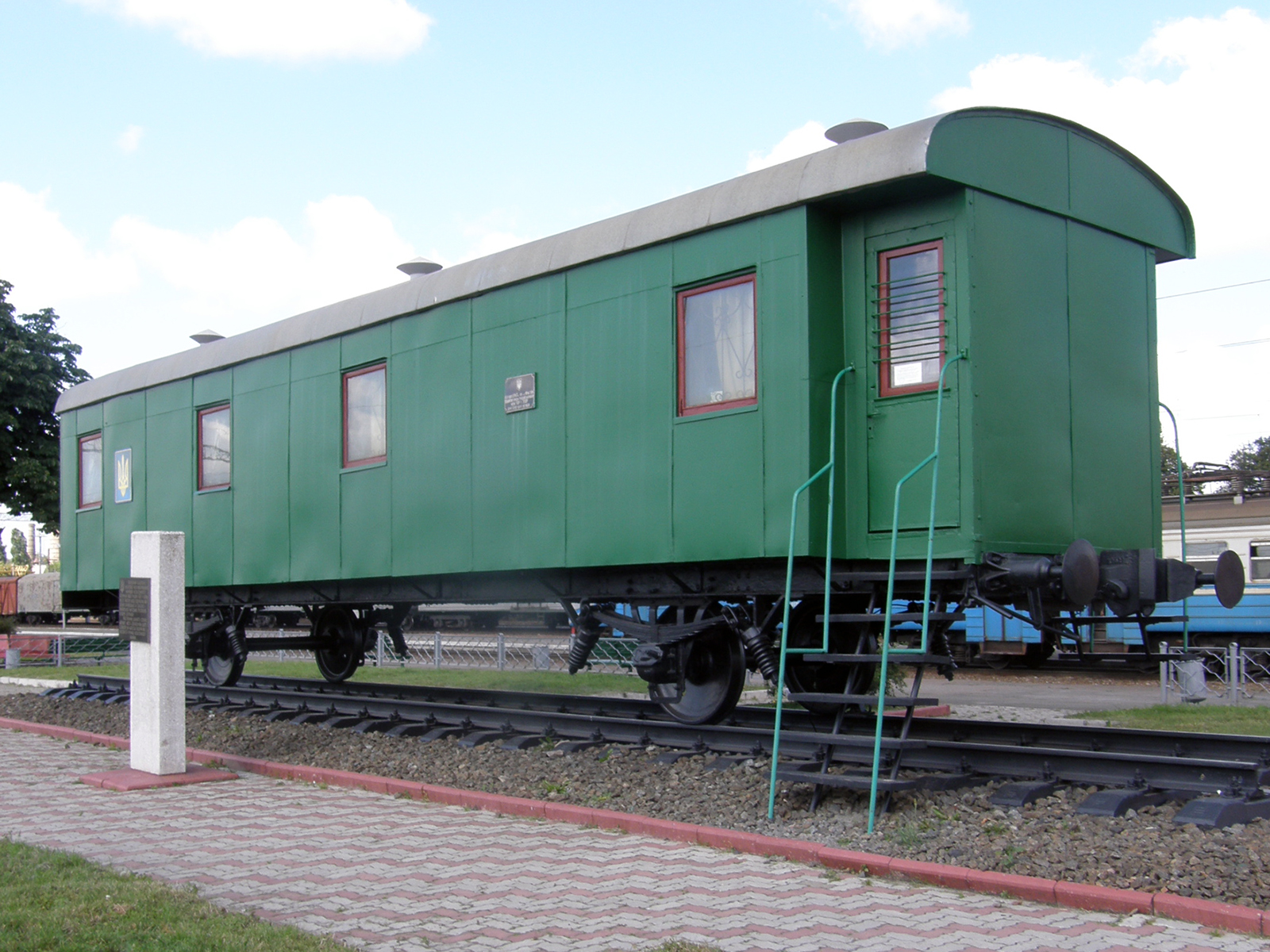
Музей-вагон злуки УНР та ЗУНР

Фірмовий блок Фастівського державного краєзнавчого музею

- Дерев'яна Покровська церква (1779—1781)
- Фастівський краєзнавчий музей[17][18]
- Поруч із будівлею Фастівського залізничного вокзалу розташований Музей-вагон злуки УНР та ЗУНР.

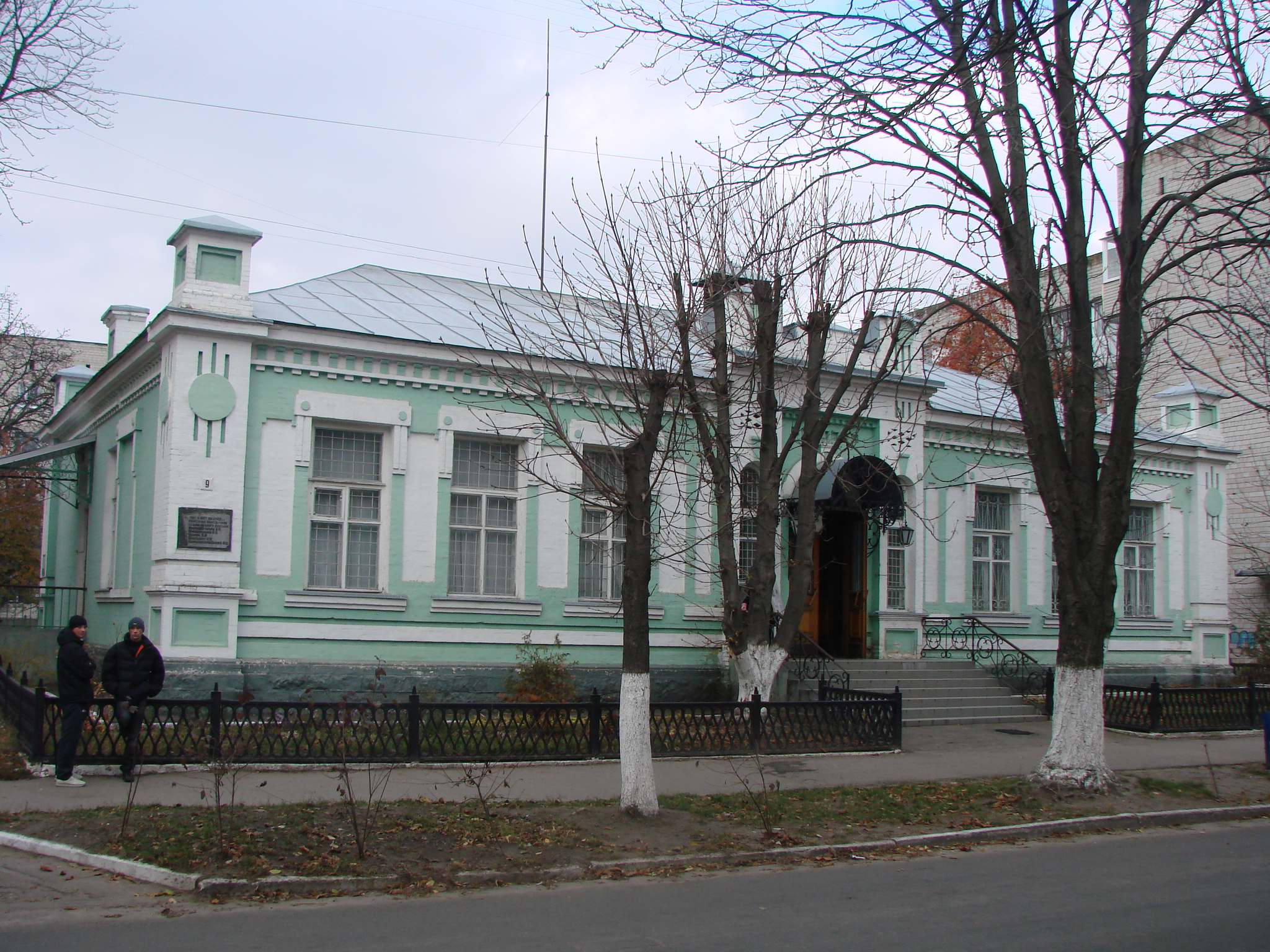
Краєзнавчий музей

З нагоди 10-ї річниці святкування Незалежності України в місті споруджено музейний комплекс, який відтворює події далекого 1918 року, коли на станції Фастів було підписано передвступний Акт Злуки.
- «Музей Героїв Чорнобиля» — присвячений Чорнобильській катастрофі.
- «Музей Доброволець» — заснованиний 14 жовтня 2019 року знаходиться в колишньому приміщенні ДАІ, присвячений АТО та Війні на сході України.

## Видатні особистості
- Борошенко Володимир Рафаїлович (22.07.1930 — 30.04.2015) — почесний громадянин м. Фастова, дитина війни, учасник трудового фронту, відомий лікар-психіатр, історик, український та єврейський письменник.
- Бенардос Микола Миколайович — видатний український вчений, винахідник дугового електрозварювання металу. Проживав у Фастові з 1899 року до своєї смерті (1905). На одній з головних вулиць міста Бенардосу встановлено пам'ятник.
- Березовська Іванна Богданівна (* 1991) — українська спортсменка-сумоїстка. Заслужений майстер спорту України.
- Буневич Віктор Андрійович (1929, м. Фастів — 2002, м. Чернівці) — заслужений працівник промисловості України. З 1975 року впродовж 20 років — генеральний директор виробничого заготівельного управління «Чернівціліс». Обирався депутатом Чернівецької міської ради. Кавалер орденів «Знак Пошани», Трудового Червоного Прапора, Жовтневої Революції, Леніна.
- Гега Руслан Юрійович (1984—2016) — солдат Збройних сил України, учасник російсько-української війни.
- Коровкін Олександр Юрійович (15.06.1992— 14.12.2022) — український військовик, учасник російсько-української війни[19].
- Авраам Малах (1741 — 1777) — відомий цадик, син і учень ребе Доб-Бера Межерічського.
- Петренко Богдан Олександрович (1997—2020) — старший солдат Збройних сил України, учасник російсько-української війни.
- Проценко Володимир Миколайович — український поет, прозаїк, публіцист, краєзнавець. Член Національної Спілки письменників України, Заслужений діяч мистецтв України, громадський і політичний діяч.
- Серовецький Валентин Райтович (1968—2016) — капелан Збройних сил України, учасник російсько-української війни.
- Сидоренко Ярослав Володимирович (1977—2022) — молодший сержант НГУ, учасник російсько-української війни.
- Толстих Станіслав Тимофійович — заслужений працівник культури України[20].
- Чеботарьов Михайло Вікторович (1987—2015) — солдат Збройних сил України, учасник російсько-української війни.

### Уродженці Фастова
У Фастові народились/проживали:
- Багряна Ганна Юріївна — українська журналістка, поетеса, старший редактор «Радіо України»
- Глова Денис Ігорович (1989—2017) — молодший сержант Збройних сил України, учасник російсько-української війни
- Горчинський Анатолій Аркадійович (1924—2007) — український композитор, співак (баритон), режисер
- Григораш Анатолій Володимирович (1994—2024) — старший солдат збройних сил України, учасник російсько-української війни.
- Григоренко Дмитро Андрійович (1992—2014) — молодший сержант Збройних сил України, учасник російсько-української війни
- Дубровський Віктор Григорович (1876 — після 1943) — український лексикограф
- Дубчак Алла Єфремівна (нар. 1954) — український акушер-гінеколог, доктор медичних наук, професор
- Задорожний Віталій Сергійович(1984—2024) — старший солдат Збройних сил України, учасник російсько-української війни.
- Зінченко Олександр Васильович (1977—2015) — солдат Збройних сил України, учасник російсько-української війни
- Карачун Володимир Миколайович (1974-2023) — молодший сержант Збройних сил України, учасник російсько-української війни. Герой України (посмертно).
- Клименко Леся Михайлівна (1934—2012) — українська письменниця
- Ян Кум (1976) — засновник WhatsApp
- Качановський Віталій Миколайович (1959—2020) — український радянський боксер-любитель, чемпіон Європи (1983), СРСР (1986) та УРСР (1985).                                                                                                                                                                                                                                                                                                                                                                                                                         * Кутенко Юрій Костянтинович (1933—2003) — український десятиборець, майстер спорту міжнародного класу, заслужений майстер спорту СРСР.
- Мельник Ірина Василівна — українська акторка, Заслужена артистка України
- Можаровський Генріх Степанович — український гідрограф, морський арктичний картограф
- Нестеренко Андрій В'ячеславович (1993—2016) — український вояк учасник російсько-української війни
- Новіцький Юрій Михайлович (1963—2014) — лейтенант, 24-та бригада, учасник російсько-української війни
- Очеретяний Володимир Анатолійович (1977—2016) — молодший сержант Збройних сил України, учасник російсько-української війни
- Пилькевич Олександр Меркурійович (1877—1922) — український військовий діяч, генерал-хорунжий Армії УНР
- Писаренко Ніна Дмитрівна — бандуристка, народна артистка України, лауреат Державної премії України імені Т. Г. Шевченка
- Рудім Руслан Володимирович (1976—2015) — солдат Збройних сил України, учасник російсько-української війни
- Сидоренко Андрій Володимирович (1984—2022) — старший лейтенант Збройних Сил України, учасник російсько-української війни, що загинув в ході російського вторгнення в Україну (2022)
- Сичевський Василь Павлович (1923—2013) — український письменник, прозаїк
- Степанчук Ярослав Станіславович (1995—2023) — старший матрос, учасник російсько-української війни.
- Ступак Іван Станіславович (1977—2015) — лейтенант ЗСУ, учасник російсько-української війни
- Шадських Сергій Олексійович (1965—2016) — молодший сержант Збройних сил України, учасник російсько-української війни
- Шмелівський Станіслав Костянтинович (?—1921) — писар інтендантства 4-ї Київської дивізії, Армії УНР, Герой Другого Зимового походу
- Чередниченко Євген Романович (1914—1994) — спортсмен, педагог, поет, публіцист, просвітник, громадський діяч
- Янчук Олесь — український режисер, продюсер, сценарист, Народний артист України.
- Литвиненко Вікторія Сергіївна (нар. 16 січня 1986) — українська акторка театру та кіно.

## Міста-побратими
- Томашів, Польща 2017 рік
- Одунпазарі, провінція Екскішехір Туреччина 2 грудня 2021 року
- Суонлі, Велика Британія 25 серпня 2023 року
- Меербуш, Німеччина 1 лютого 2024 року
- Тролльгеттан Швеція 8 листопада 2024 року[21]

## Галерея

Релігійні споруди
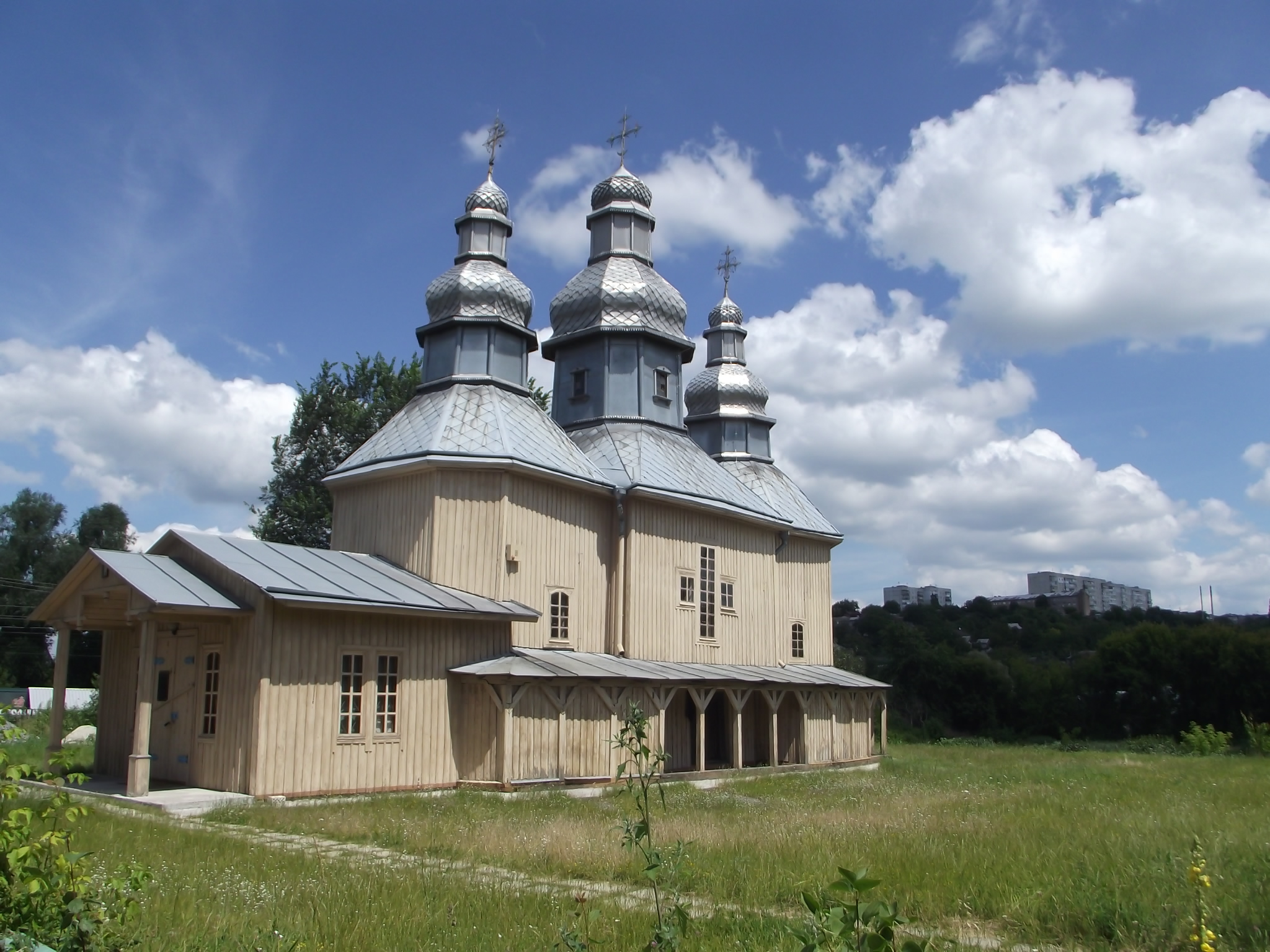
Покровська дерев'яна церква (1740)
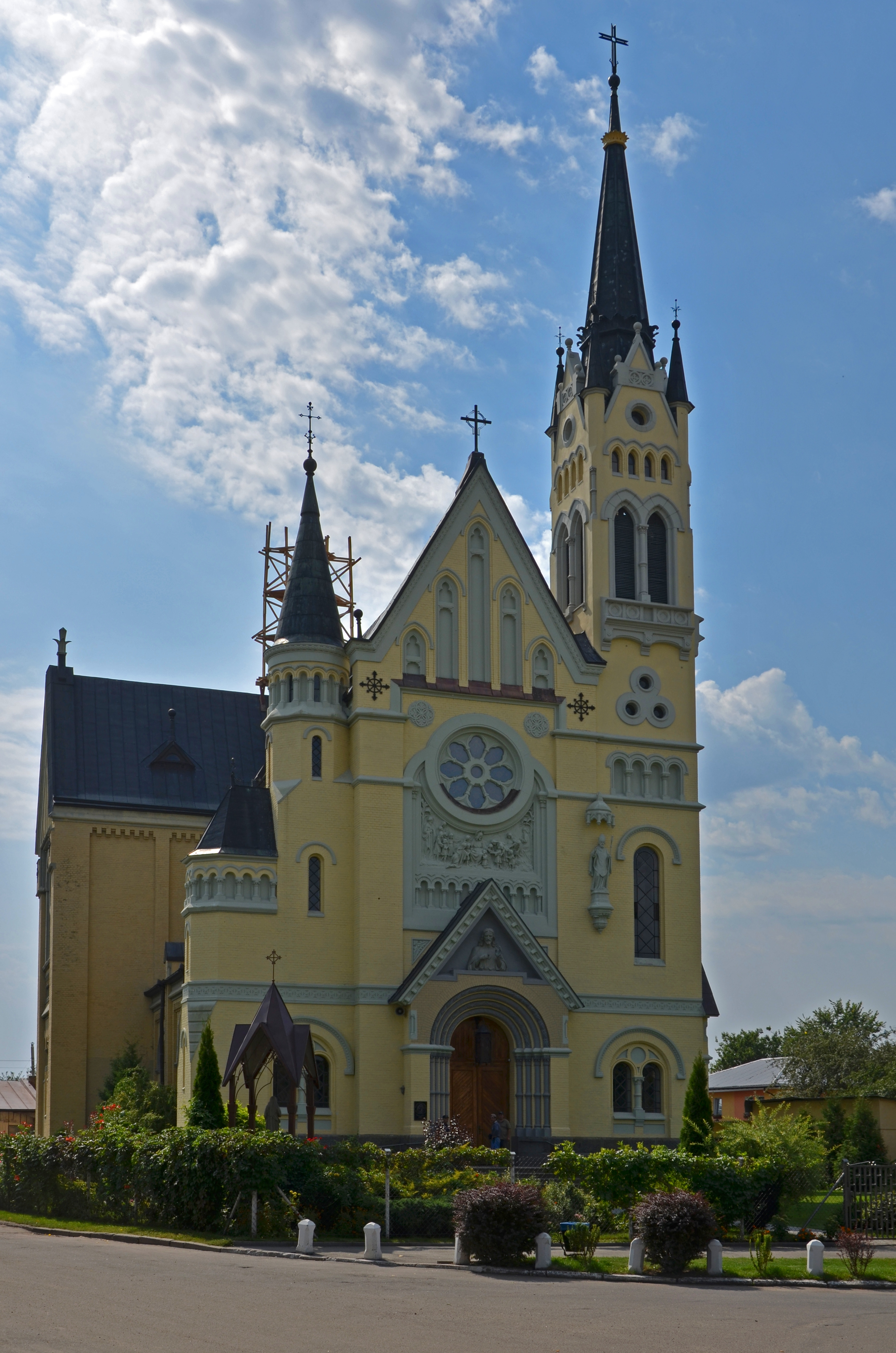
Костел Воздвиження святого Хреста (1903—1911)
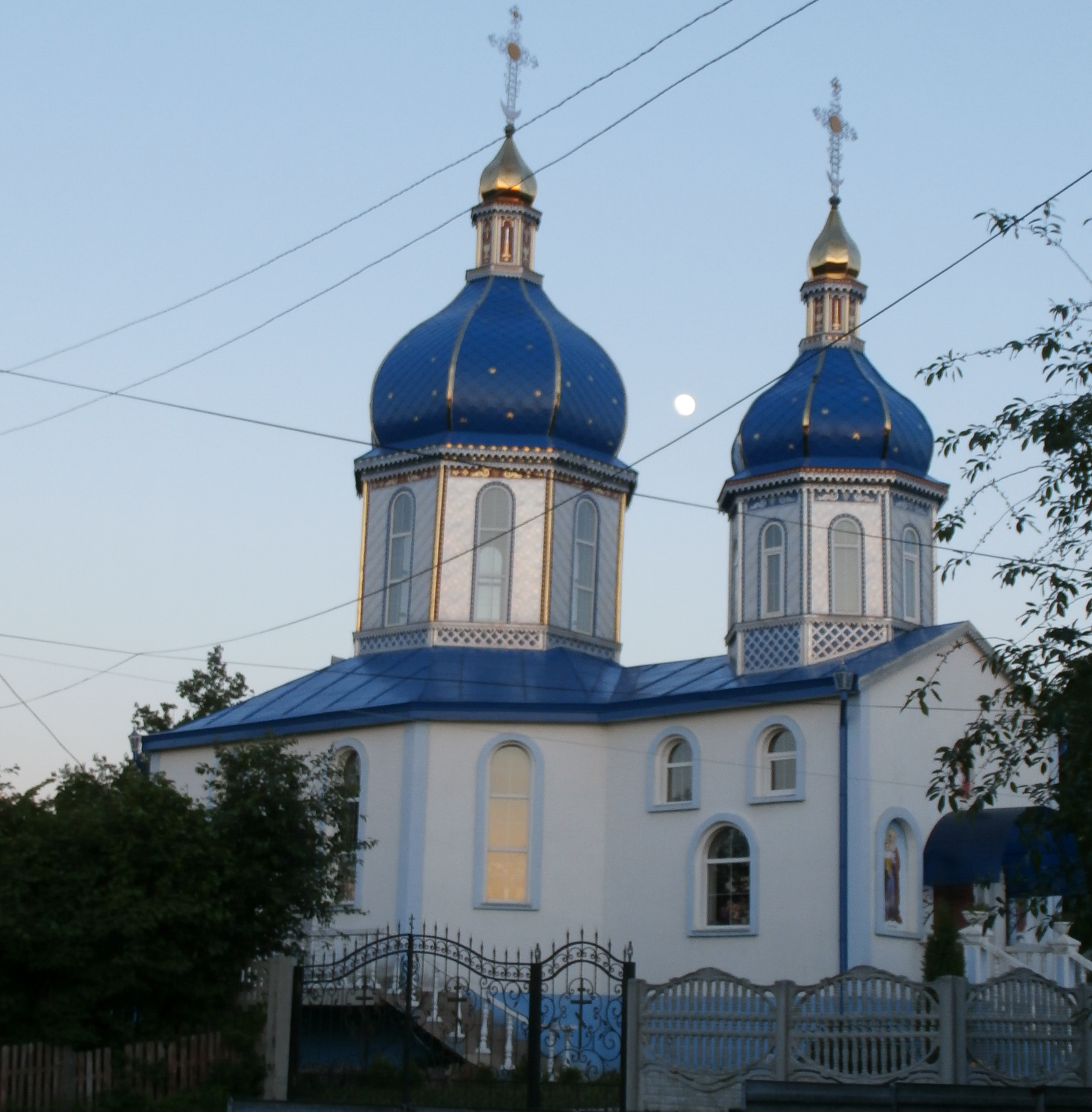
Храм Різдва Пресвятої Богородиці (2009, відбудована). До 1999 року на цьому місці була дерев'яна церква (згоріла)
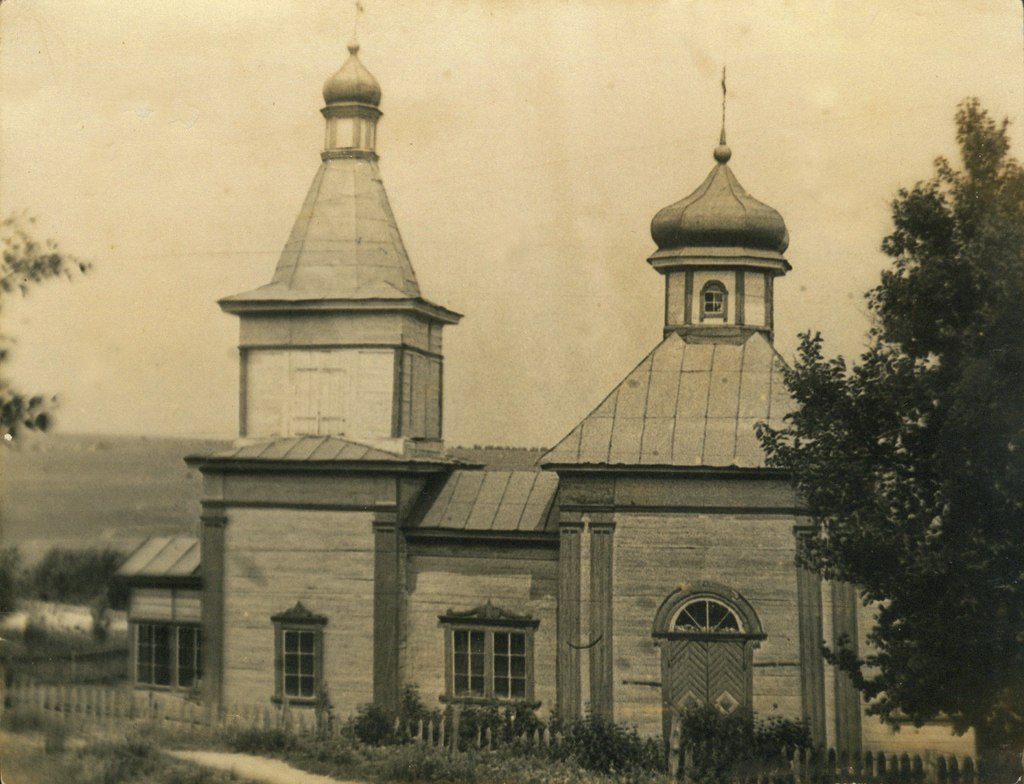
Храм Різдва Пресвятої Богородиці у с. Снігурівка, Васильківського повіт, Київської губернії (споруджена у 1780-х роках)  (згоріла 7 жовтня 1999 року). 2009 року побудована нова будівля
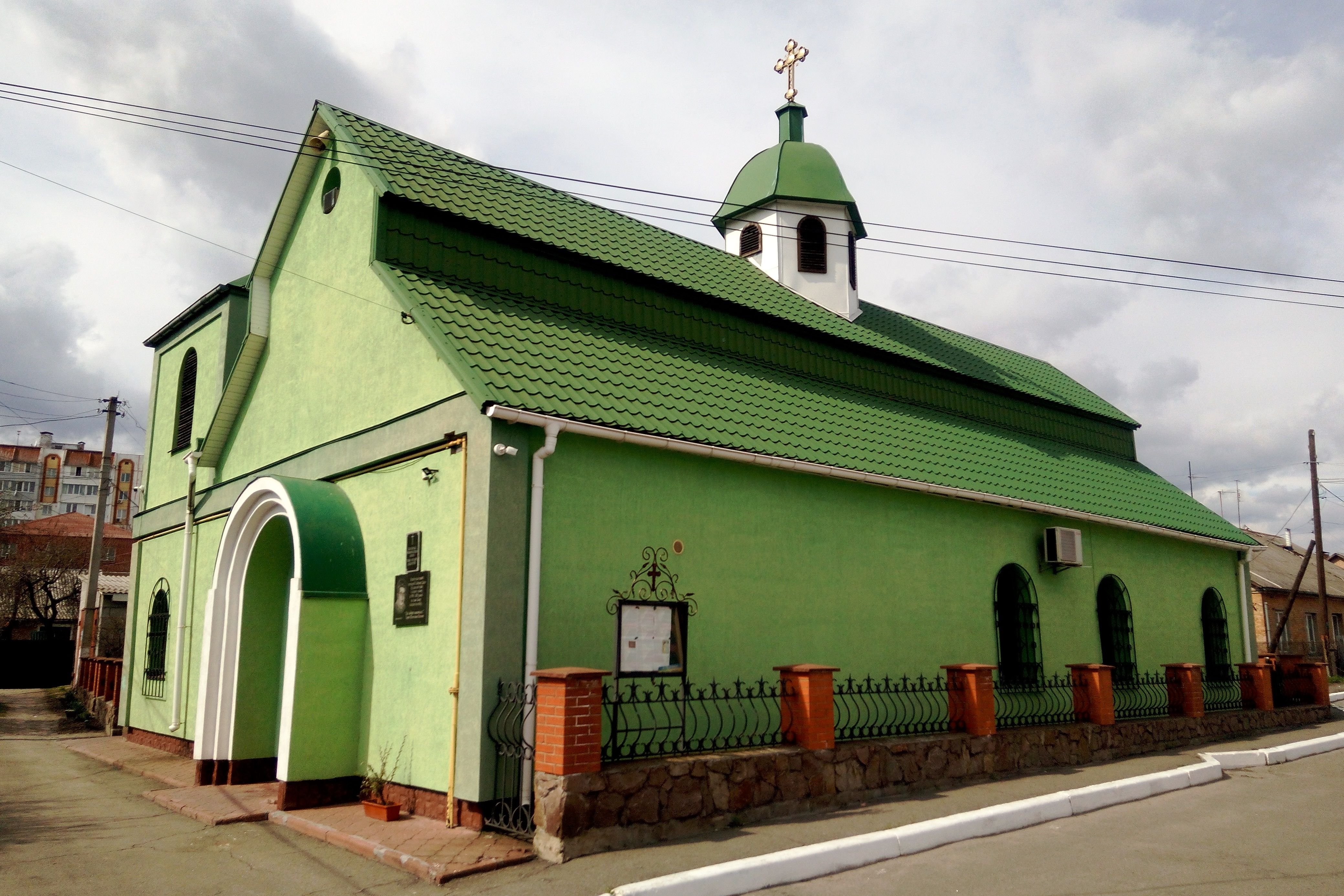
Церква святого великомученика Димитрія (УГКЦ)
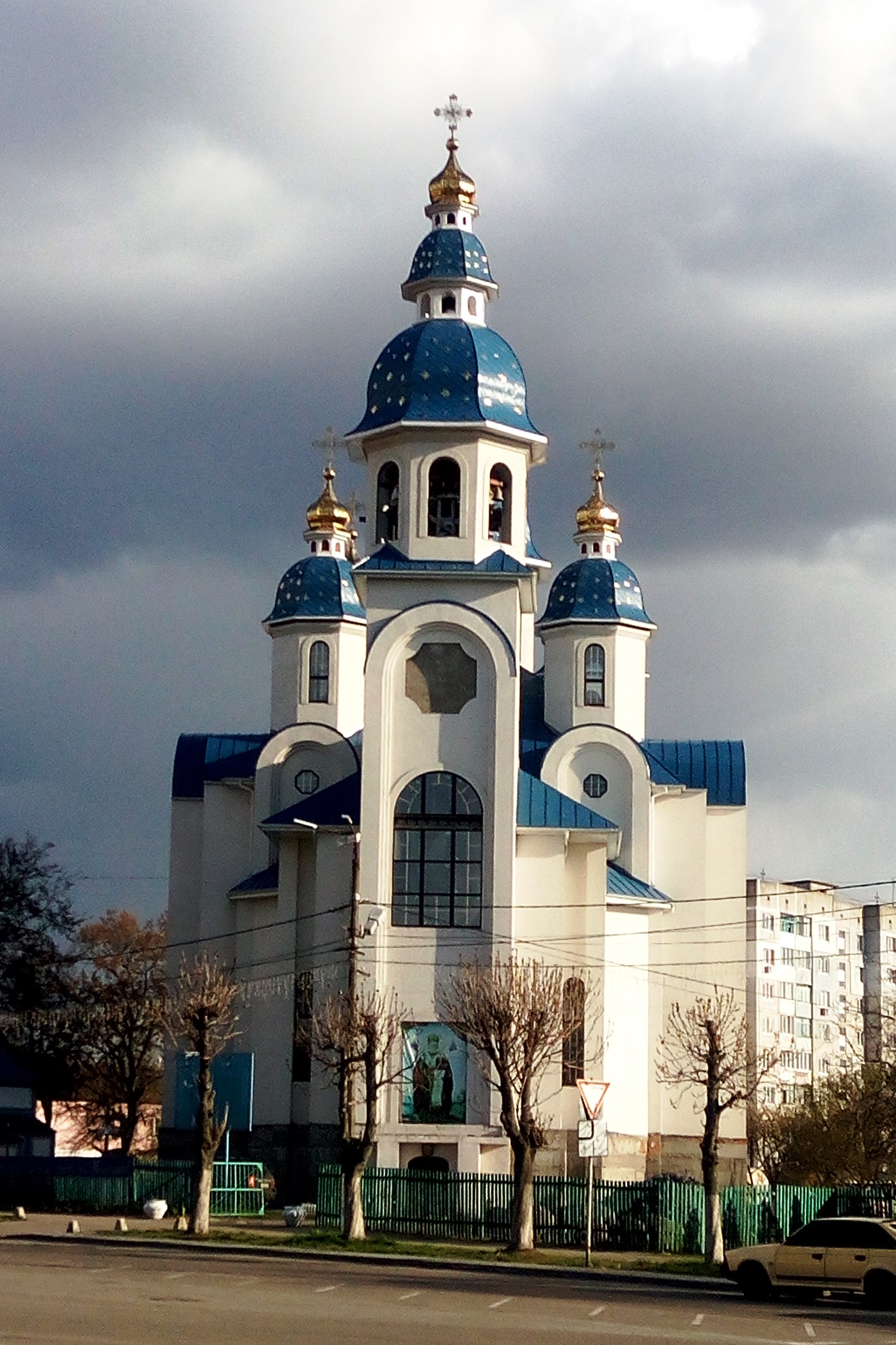
Собор святого Миколая (УПЦ КП)
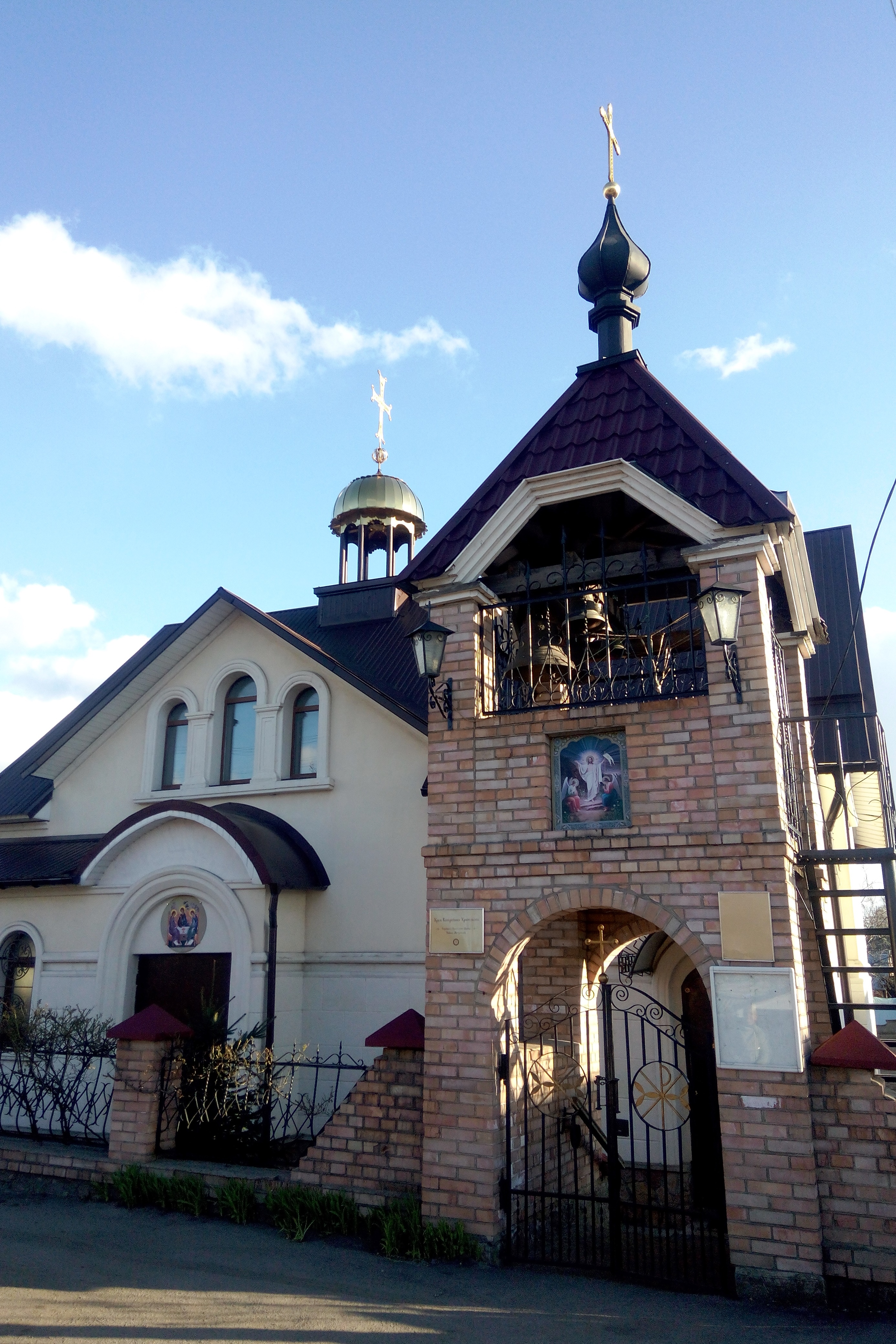
Храм Воскресіння Христового (УПЦ)

Пам'ятники
Погруддя молодому Шевченку
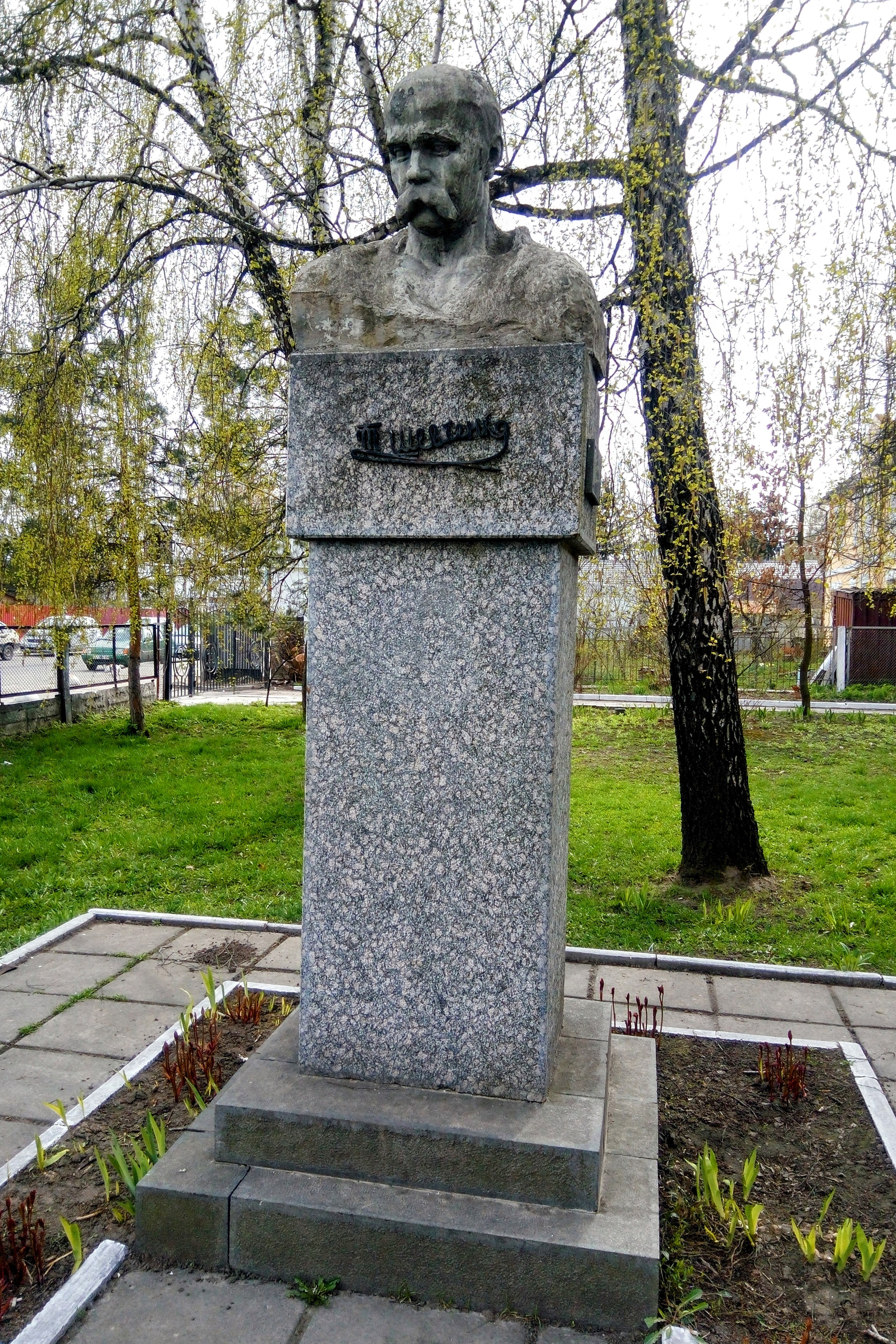
Погруддя Шевченку на подвір'ї ЗОШ № 9
Курган Слави
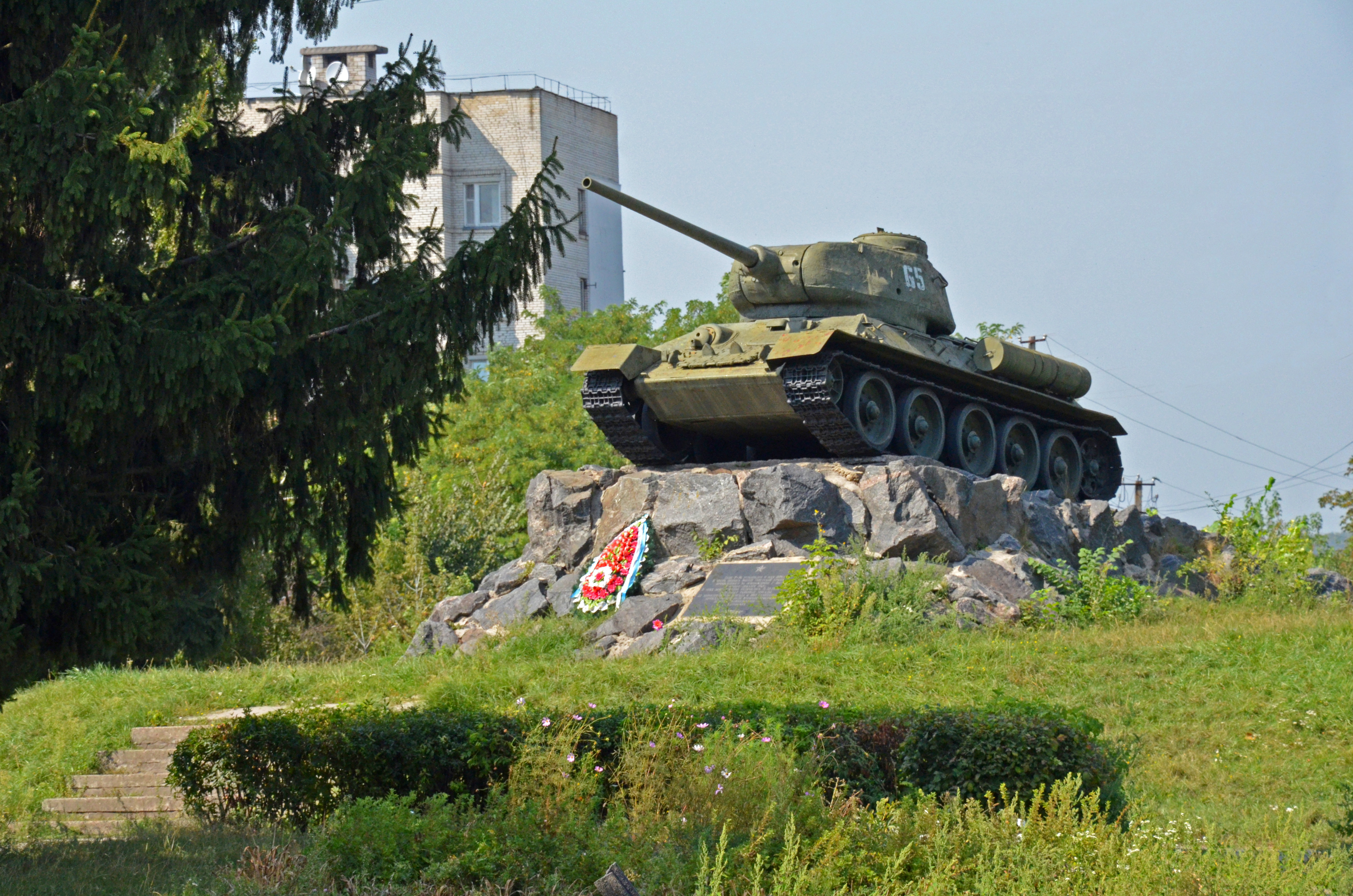
Пам'ятник (танк Т-34) радянським воїнам-танкістам, визволителям міста від німецько-фашистських окупантів
Пам'ятник Миколі Бенардосу
Пам'ятник Сталіну (демонтований)

### Світлини початкуXX століття

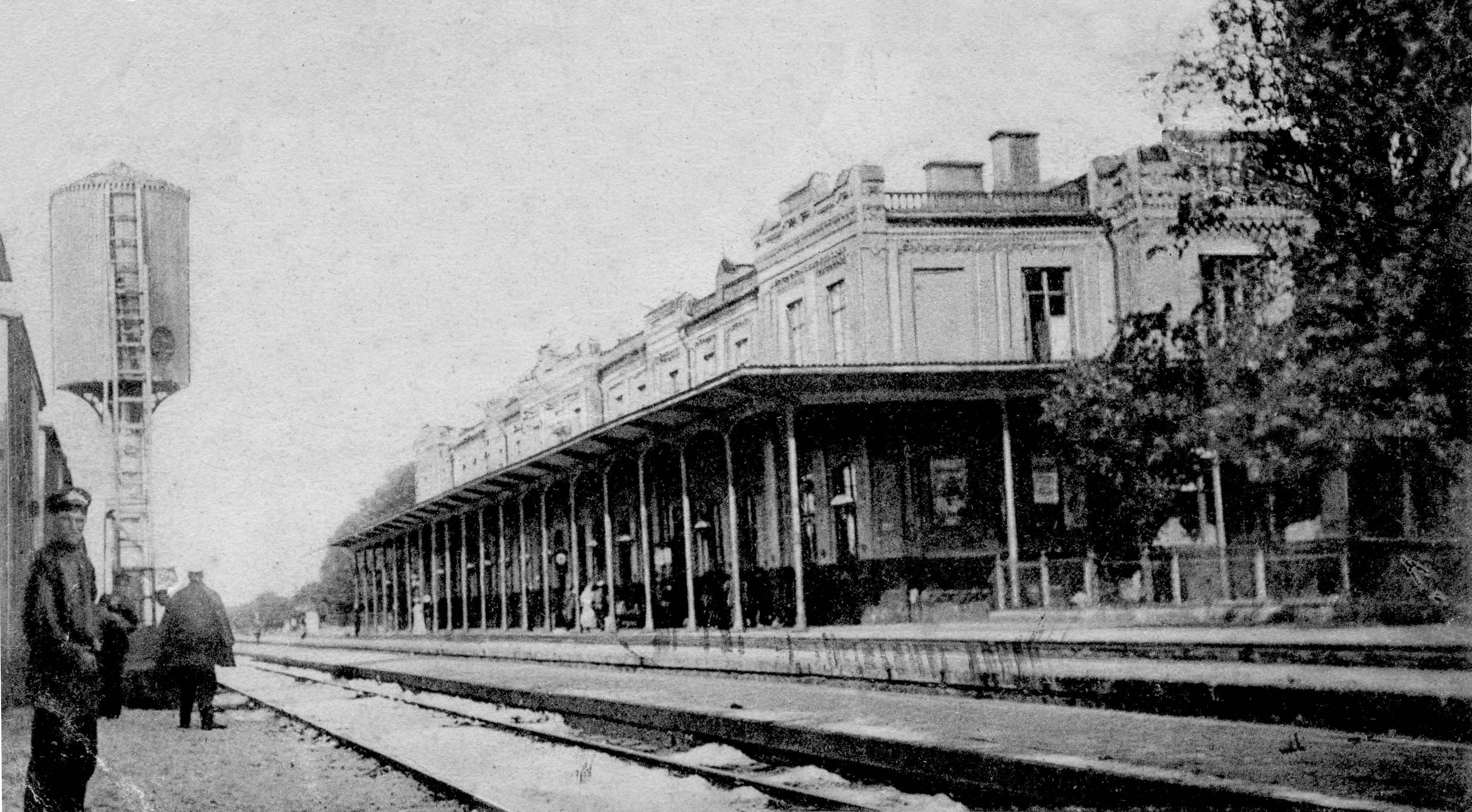
Вокзал
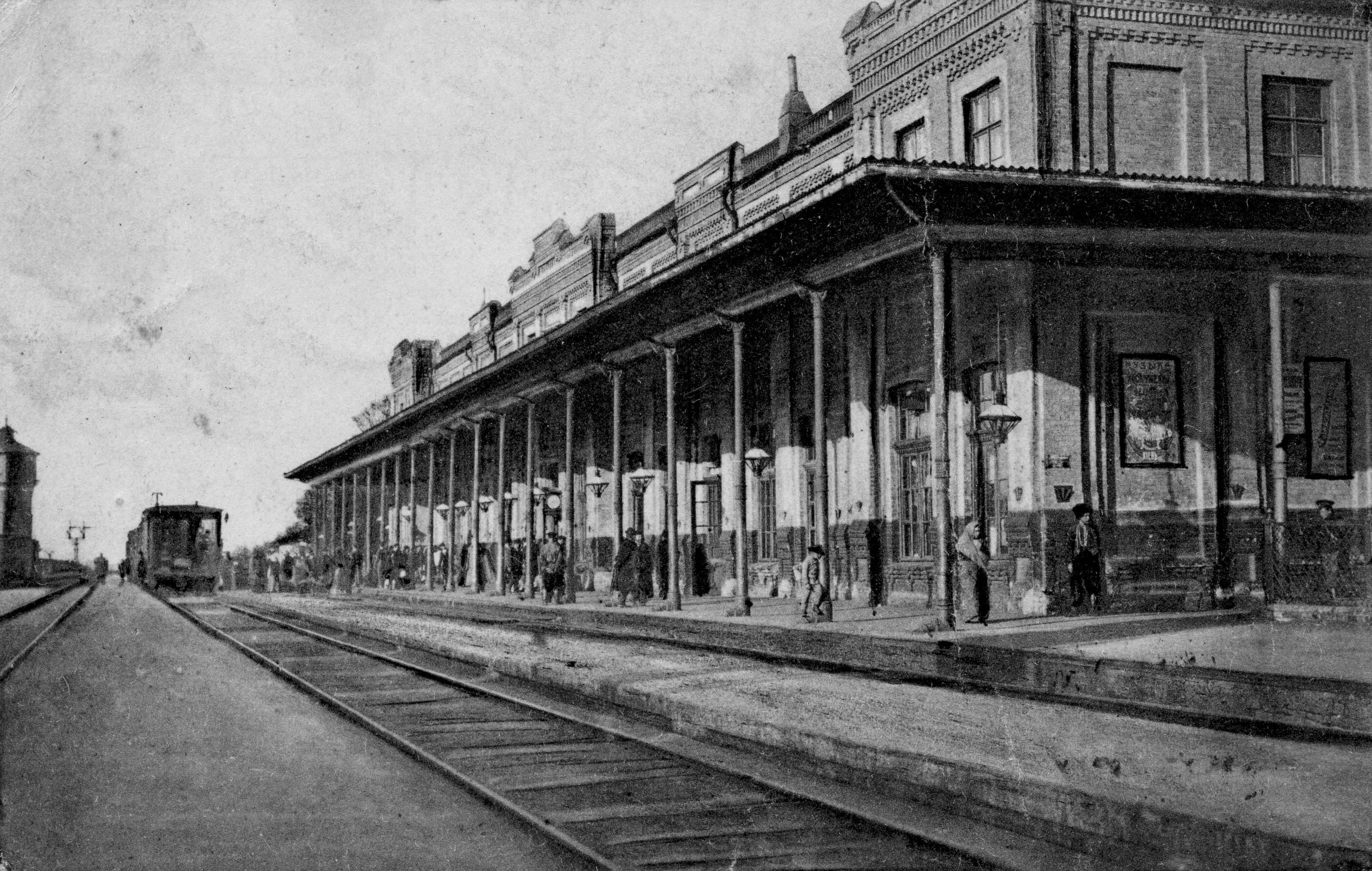
Вокзал
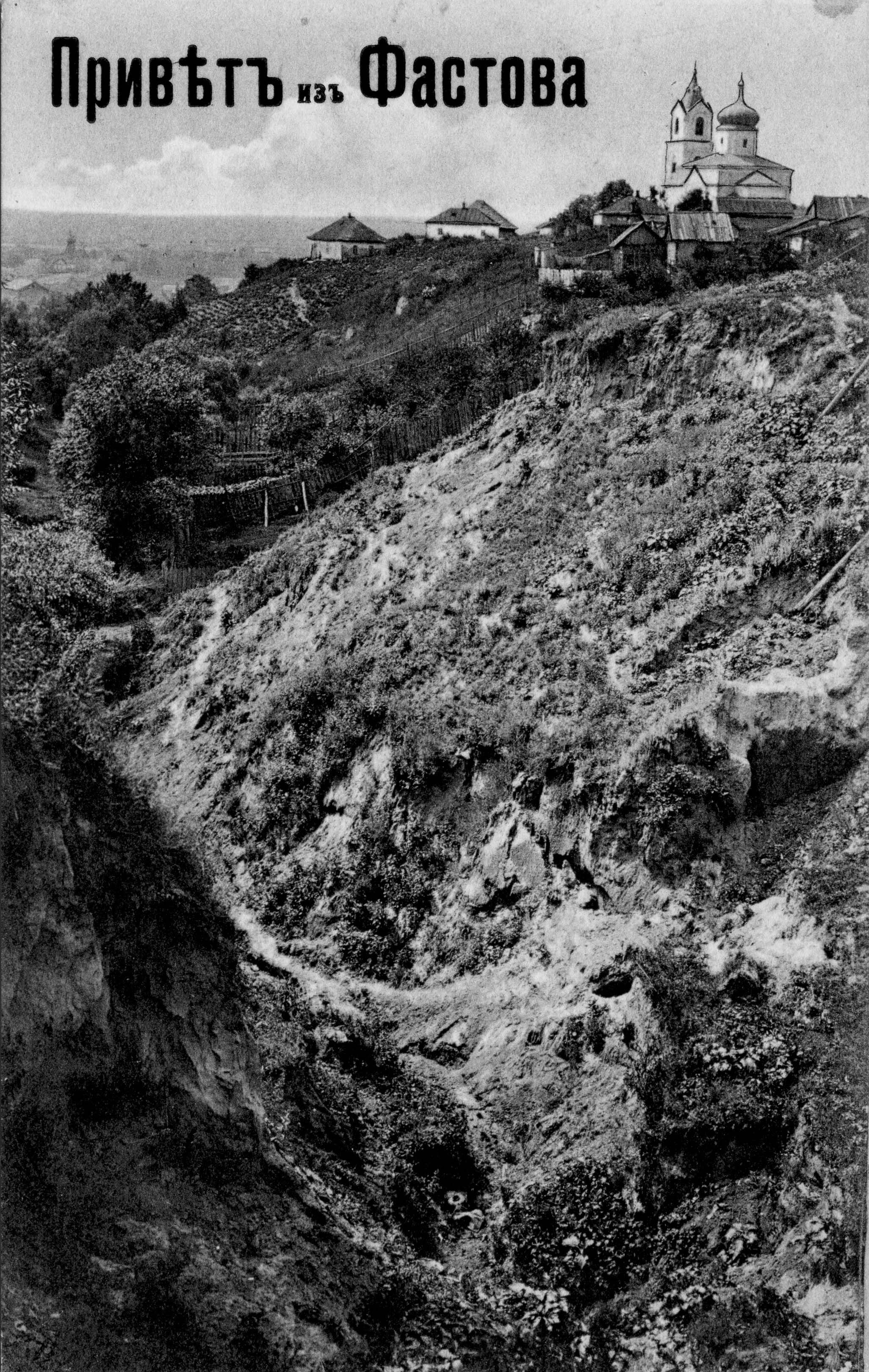
Десь тут з'явився початок колишньої вул. Ворошилова
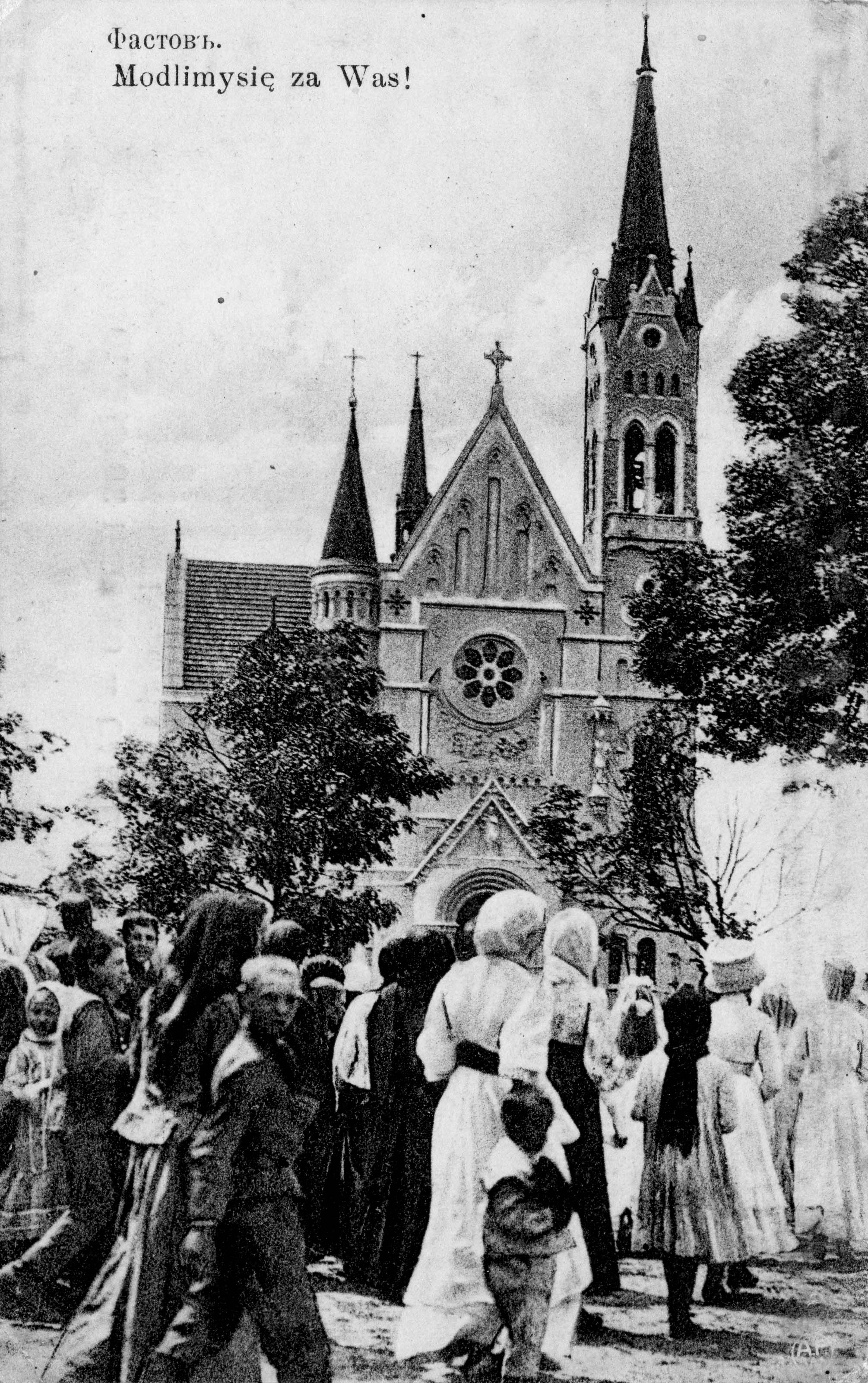
Костел
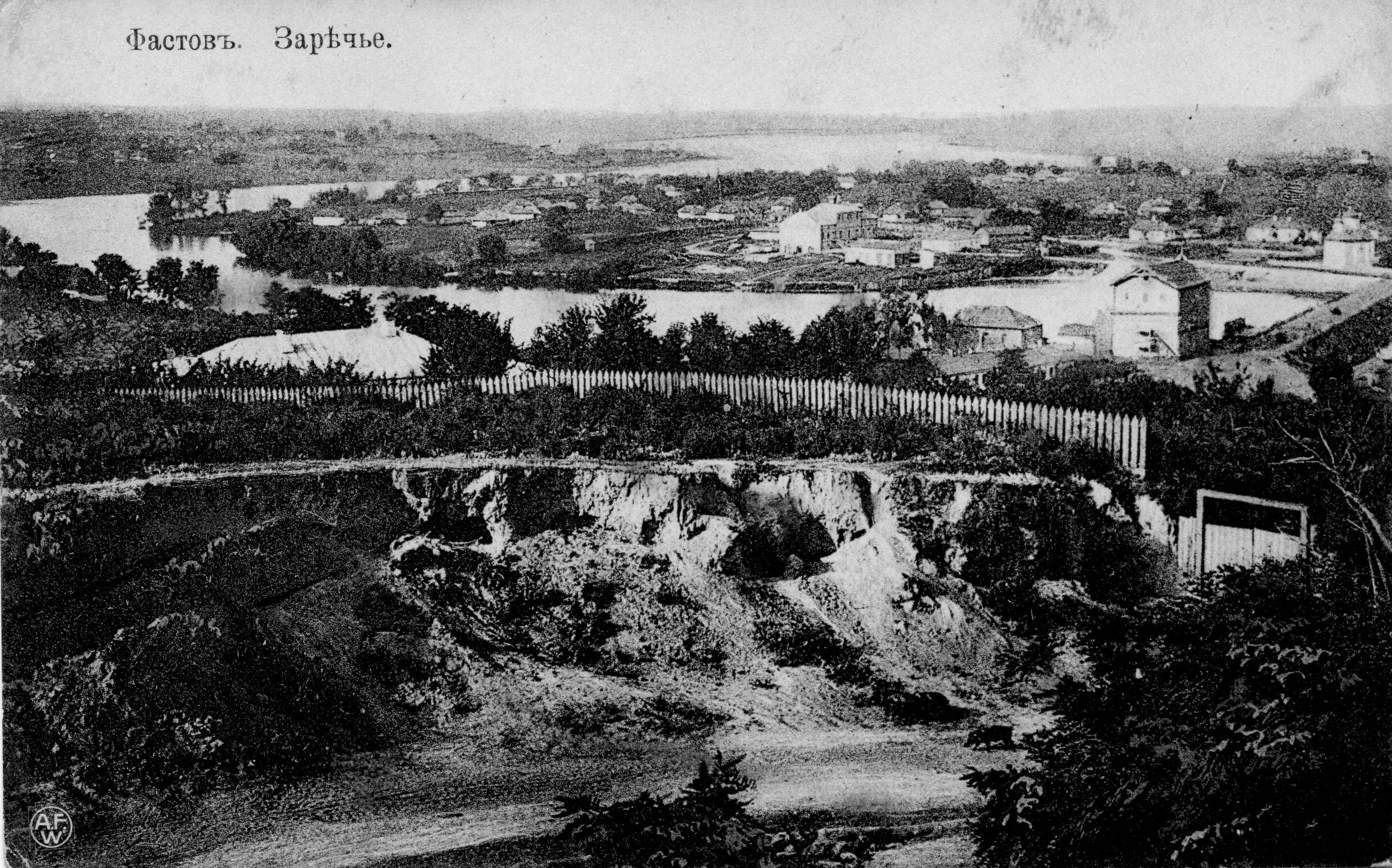
Краєвид на район «Заріччя»

## ЗМІ

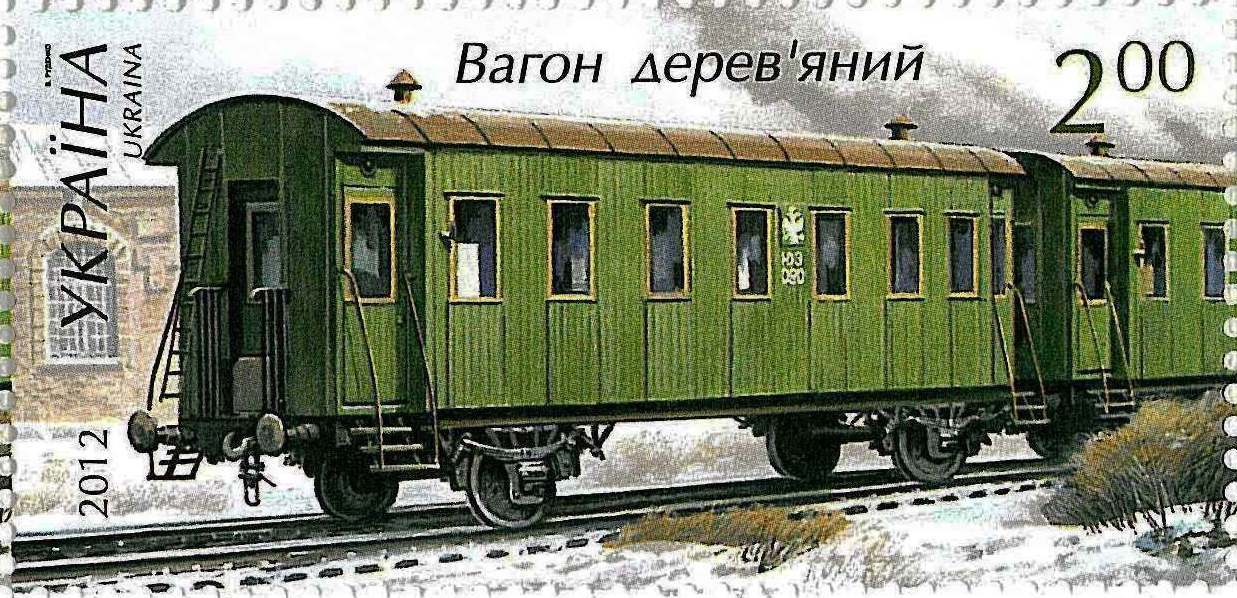
Поштова марка, вагон Фастів

ФастівNews.City — міське інтернет-видання, запущене у грудні 2019 року колективом журналу «Наш Городок» та Агенцією розвитку локальних медіа «Або».